# Bầu cử tổng thống Hoa Kỳ 2020
Cuộc bầu cử tổng thống Hoa Kỳ năm 2020 diễn ra vào thứ Ba ngày 3 tháng 11 năm 2020, là cuộc bầu cử tổng thống thứ 59 liên tục 4 năm 1 lần trong lịch sử Hoa Kỳ. Cuộc bầu cử này bầu chọn 1 tổng thống và 1 phó tổng thống. Liên danh Đảng Dân chủ gồm cựu Phó tổng thống Joe Biden và Thượng nghị sĩ Kamala Harris đã đánh bại liên minh Đảng Cộng hòa gồm tổng thống và phó tổng thống đương nhiệm là Donald Trump và Mike Pence.
Cuộc bầu cử này được xem là 1 cuộc trưng cầu dân ý cho nhiệm kỳ thứ nhất của tổng thống Donald Trump.  Cuộc bầu cử diễn ra cùng ngày với nhiều cuộc bầu cử khác cho các chức vụ cấp liên bang, tiểu bang, và địa phương. Đây là cuộc bầu cử đầu tiên kể từ năm 1992 mà tổng thống đương nhiệm thất cử nhiệm kỳ thứ hai. Tỷ lệ cử tri bỏ phiếu trong cuộc bầu cử đạt mức kỷ lục chưa từng thấy kể từ năm 1900, và cả Biden và Trump đều nhận hơn 74 triệu lá phiếu, vượt qua cả số phiếu kỷ lục cho Barack Obama là 69,5 triệu trong năm 2008. Với hơn 81 triệu phiếu bầu, Biden là ứng cử viên nhận số phiếu nhiều nhất trong một cuộc bầu cử tổng thống Hoa Kỳ. Đây cũng là cuộc bầu cử đầu tiên kể từ năm 1960 mà người đắc cử không giành được Ohio, và đầu tiên kể từ năm 1992 mà người đắc cử không giành được Florida.
Các vấn đề trọng tâm trong cuộc bầu cử gồm có sự ảnh hưởng của đại dịch COVID-19 đã giết chết hơn 230.000 người Mỹ; các cuộc biểu tình phản ứng đến cái chết của George Floyd và những người Mỹ gốc Phi khác; cái chết của Thẩm phán Tối cao Pháp viện Ruth Bader Ginsburg và việc đề cử Amy Coney Barrett để thay thế bà, các luật lệ về biến đổi khí hậu, đặc biệt là Thỏa thuận chung Paris mà Trump đã đưa ý định rút khỏi; và tương lai của Đạo luật Chăm sóc Sức khỏe Hợp túi tiền (ACA) mà Biden muốn bảo vệ và mở rộng trong khi Trump muốn hủy bỏ hay thu hẹp nhiều điều khoản. Trong suốt quá trình tranh cử, và ngay cả vào đêm bầu cử, Trump đã nhiều lần đưa ra những tuyên bố sai trái nhằm gây ngờ vực về sự chính thống của cuộc bầu cử, cũng như từ chối cam kết chuyển giao quyền lực trong hòa bình.
Trump và Phó Tổng thống Mike Pence đã được Đảng Cộng hòa đề cử sau khi không gặp nhiều đối thủ đáng kể trong các cuộc bầu cử sơ bộ của đảng. Cựu Phó Tổng thống Joe Biden đã được Đảng Dân chủ đề cử sau khi đánh bại đối thủ mạnh nhất là Thượng nghị sĩ Bernie Sanders trong các cuộc bầu cử sơ bộ của đảng mà trong đó có số lượng ứng cử viên cao nhất trong bất cứ đảng nào trong thời kỳ hiện đại. Ngày 11 tháng 8, Biden tuyên bố rằng ứng cử viên liên danh của mình sẽ là Thượng nghị sĩ Kamala Harris, khiến bà trở thành người Mỹ gốc Phi, cũng như người Mỹ gốc Ấn Độ và người Mỹ gốc Á đầu tiên, đồng thời là phụ nữ thứ 3 được đề cử phó tổng thống cho 1 trong 2 đảng lớn  (sau Geraldine Ferraro trong năm 1984 và Sarah Palin trong năm 2008). Jo Jorgensen đã được Đảng Tự do đề cử cùng với Spike Cohen làm ứng viên liên danh, trong khi Howie Hawkins được Đảng Xanh đề cử cùng với Angela Nicole Walker làm ứng cử viên liên danh.
Kết quả cuộc bầu cử tại mỗi tiểu bang và Quận Columbia đã được chứng nhận vào ngày 9 tháng 12. Các đại cử tri đã chính thức bỏ phiếu cho tổng thống và phó tổng thống vào ngày 14 tháng 12, và Quốc hội chính thức kiểm phiếu đại cử tri vào ngày 6 tháng 1 năm 2021.
Joe Biden nhậm chức vào ngày 20 tháng 1 năm 2021, trở thành người cao tuổi nhất vào lúc nhậm chức tổng thống ở tuổi 78. Ông cũng trở thành người cao tuổi nhất giữ chức vụ này. Biden là cựu phó tổng thống không đương nhiệm thứ nhì thắng cử. Ông cũng trở thành giáo hữu Công giáo thứ 2 thắng cử tổng thống, sau John F. Kennedy năm 1960. Thêm vào đó, ứng cử viên liên danh Kamala Harris cũng trở thành phụ nữ đầu tiên và người da màu thứ 2 trở thành phó tổng thống.  Đến khi Quốc hội chứng nhận kết quả, Trump vẫn chưa chịu thua cuộc và cứ khăng khăng tuyên bố sai sự thật rằng ông mới là người thắng cử. Chiến dịch tranh cử của ông đã đệ đơn kiện khiếu nại kết quả tại nhiều tiểu bang, nhưng hầu hết đã được rút lại hay bị tòa án bác bỏ.

## Bối cảnh

### Thủ tục
Điều Hai của Hiến pháp Hoa Kỳ quy định rằng để 1 người làm Tổng thống Hoa Kỳ, cá nhân đó phải là công dân Hoa Kỳ lúc chào đời, ít nhất 35 tuổi và là cư dân Hoa Kỳ trong ít nhất 14 năm. Các ứng cử viên cho chức tổng thống thường tìm kiếm sự đề cử của 1 trong các đảng chính trị khác nhau của Hoa Kỳ. Trong trường hợp đó, mỗi đảng phát triển 1 phương thức (như bầu cử sơ cấp) để chọn ứng cử viên mà đảng cho là phù hợp nhất để tranh cử. Các cuộc bầu cử sơ bộ thường là các cuộc bầu cử gián tiếp, trong đó các cử tri bỏ phiếu cho 1 nhóm đại biểu đảng cam kết với 1 ứng cử viên cụ thể. Sau đó, các đại biểu của đảng chính thức đề cử 1 ứng cử viên để thay mặt đảng. Tiếp theo, người được đề cử chọn 1 ứng viên phó tổng thống để tạo ra 1 liên danh của đảng đó (ngoại trừ Đảng Tự do, trong đó chỉ định ứng cử viên phó tổng thống từ lá phiếu đại biểu bất kể ý muốn của người được đề cử tổng thống). Cuộc bầu cử vào tháng 11 cũng là 1 cuộc bầu cử gián tiếp, nơi các cử tri bỏ phiếu cho 1 nhóm thành viên của Đại cử tri đoàn; những đại cử tri này sau đó trực tiếp bầu tổng thống và phó tổng thống. Nếu không có ứng cử viên nào nhận được số phiếu đại cử tri tối thiểu là 270 để giành chiến thắng, Hạ viện Hoa Kỳ sẽ chọn tổng thống trong số 3 ứng cử viên nhận được nhiều phiếu đại cử tri nhất, và Thượng viện Hoa Kỳ sẽ chọn phó tổng thống từ 2 người nhận nhiều phiếu nhất.
Cơ quan lập pháp của Maine đã thông qua 1 đạo luật vào tháng 8 năm 2019 cho phép bầu cử theo thứ tự lựa chọn (Ranked-Choice Voting, RCV) cho cả cuộc bầu cử sơ bộ và tổng tuyển cử. Việc này vấp phải phản đối từ Đảng Cộng hòa nên không được áp dụng cho các cuộc bầu cử sơ bộ, nhưng vẫn được áp dụng cho tổng tuyển cử tháng 11. Đạo luật này vẫn duy trì cách phân chia số đại cử tri của tiểu bang, giống như Nebraska.

### Bầu cử đồng thời
Cuộc bầu cử tổng thống diễn ra cùng lúc với cuộc bầu cử vào Thượng viện và Hạ viện. Một số tiểu bang cũng sẽ tổ chức các cuộc bầu cử thống đốc và cơ quan lập pháp tiểu bang. Sau cuộc bầu cử, Hạ viện Hoa Kỳ sẽ phân phối lại các ghế trong số 50 tiểu bang dựa trên kết quả của cuộc Điều tra dân số Hoa Kỳ năm 2020 và các tiểu bang sẽ tiến hành phân chia lại các khu bầu cử Quốc hội và tiểu bang. Ở hầu hết các tiểu bang, thống đốc và cơ quan lập pháp tiểu bang tiến hành tái phân chia (mặc dù 1 số bang có hội đồng ủy ban phân chia). Thường thì đảng chiến thắng trong cuộc bầu cử tổng thống sẽ có hiệu ứng liên kết cũng giúp các ứng cử viên khác của đảng đó giành chiến thắng trong cuộc bầu cử. Do đó, đảng giành chiến thắng trong cuộc bầu cử tổng thống năm 2020 cũng có thể giành được lợi thế đáng kể trong việc phân chia các khu vực bầu cử mới của Quốc hội và tiểu bang sẽ có hiệu lực cho đến cuộc bầu cử năm 2032.

## Quá trình đề cử

### Đảng Cộng hòa

#### Bầu cử sơ bộ
Trong các cuộc bầu cử mà tổng thống đương nhiệm đang tái tranh cử, cuộc đua để giành sự đề cử của đảng chỉ là theo hình thức, với những ứng cử viên chống đối chỉ để lấy lệ vì điều lệ đảng thường thiên vị theo người đương nhiệm. Cuộc bầu cử năm 2020 cũng không khác vậy, với Donald Trump chính thức tái tranh cử cho nhiệm kỳ thứ hai, bộ máy Đảng Cộng hòa ở cả cấp tiểu bang lẫn liên bang đã phối hợp với chiến dịch tranh cử của ông để sửa đổi các điều lệ làm khó khăn việc ứng cử chống đối ông trong các cuộc bầu cử sơ bộ. Ngày 25 tháng 1 năm 2019, Ủy ban Quốc gia Đảng Cộng hòa đã ủng hộ đề cử ông 1 cách không chính thức.
Một số ủy ban đảng cấp tiểu bang đã hủy bỏ cuộc bầu cử sơ bộ hay cuộc họp kín của họ với lý do rằng Đảng Cộng hòa đã từng hủy bỏ 1 số cuộc bầu cử sơ bộ cấp tiểu bang khi George H. W. Bush và George W. Bush tranh cử cho nhiệm kỳ thứ 2 trong năm 1992 và 2004; cũng như Đảng Dân chủ đã hủy bỏ các cuộc bầu cử sơ bộ khi Bill Clinton và Barack Obama tranh cử nhiệm kỳ thứ 2 trong năm 1996 và 2012. Sau khi hủy bỏ các cuộc bầu cử sơ bộ, một số tiểu bang như Hawaii và New York đã lập tức hứa hẹn các đại biểu của mình cho Trump. Mặt khác, một số tiểu bang như Kansas và Nevada sau đó chính thức tổ chức đại hội hay họp mặt để chính thức trao các đại biểu cho Trump.
Cuộc vận động của Trump cũng kêu gọi các ủy ban đảng cấp tiểu bang từng dùng cách phân chia đại biểu theo tỷ lệ trong năm 2016 (khi số đại biểu của mỗi tiểu bang được chia theo tỷ lệ số phiếu mỗi ứng cử viên nhận được) đổi thành cách "người thắng cuộc ăn hết" (khi người thắng cuộc giành hết tất cả các đại biểu cho tiểu bang đó) hay "người thắng cuộc giành gần hết" (khi người thắng cuộc giành hết tất cả các đại biểu nếu vượt qua số phiếu nhất định, nếu không sẽ phân chia theo tỷ lệ phiếu) cho năm 2020.
Tuy vậy, từ tháng 8 năm 2017 đã có báo cáo rằng 1 số thành viên Đảng Cộng hòa đã bắt đầu một cuộc "vận động bóng hình" chống lại tổng thống Trump, đặc biệt là từ cánh ôn hòa hoặc cánh kiến lập của đảng.  Thượng nghị sĩ từ Arizona lúc đó là John McCain phát biểu, "Đảng viên Cộng hòa thấy dấu hiệu yếu đuối từ tổng thống này." Thượng nghị sĩ từ Maine Susan Collins, Thượng nghị sĩ từ Kentucky Rand Paul, và cựu Thống đốc New Jersey Chris Christie đều đã đưa ra ngờ vực rằng Trump sẽ không phải là ứng viên được đảng đề cử năm 2020. Collins đã nói, "Khó mà biết được." Thượng nghị sĩ Jeff Flake trong năm 2017 đã tuyên bố rằng Trump đã "mời mọc" đối thủ qua lối cai trị của mình. Tuy vậy, nhà chiến lược chính trị lâu năm Roger Stone tiên đoán vào tháng 5 năm 2018 rằng Trump sẽ không tranh cử cho nhiệm kỳ thứ 2 nếu ông đã thực hiện hết lời hứa lúc tranh cử của mình, đó là "làm nước Mỹ vĩ đại trở lại".
Cựu Thống đốc Massachusetts Bill Weld trở thành đối thủ lớn đầu tiên của Trump trong cuộc bầu cử sơ bộ của Đảng Cộng hòa sau khi tuyên bố tranh cử vào ngày 15 tháng 4 năm 2019. Weld từng là ứng cử viên phó tổng thống cho Đảng Tự do trong năm 2016, được xem là có ít cơ hội thắng cuộc vì Trump rất được ưa thích trong đảng và Weld có những quan điểm được cho là đi ngược quan điểm thủ cựu của các đảng viên trong các vấn đề liên quan đến nạo phá thai, kiểm soát súng, và hôn nhân đồng tính. Thêm vào đó, doanh nhân Rocky De La Fuente cũng tham gia nhưng không được xem là 1 ứng cử viên lớn.
Cựu dân biểu từ Khu bầu cử thứ 8 của Illinois Joe Walsh đã bắt đầu cuộc vận động của mình vào ngày 28 tháng 8 năm 2019. Ông đã phát biểu rằng: "Tôi sẽ làm những gì mình có thể. Tôi không muốn [Trump] thắng cuộc. Đất nước không thể để ông ta thắng. Nếu không thành công, tôi sẽ không bỏ phiếu cho ông ấy." Walsh kết thúc cuộc vận động của mình vào ngày 7 tháng 2 năm 2020 sau khi chỉ nhận được khoảng 1% ủng hộ từ các cuộc họp kín ở Iowa. Ông tuyên bố "không ai có thể đánh bại Trump trong cuộc bầu cử sơ bộ" vì Đảng Cộng hòa nay đã trở thành 1 tổ chức "sùng bái" Trump. Theo Walsh, những người ủng hộ Trump đã trở thành những "môn đồ" tin tưởng rằng Trump "không làm gì sai trái được" sau khi tiếp thu thông tin sai từ các nguồn báo chí bảo thủ. Ông nói rằng "Họ không biết sự thật là gì và quan trọng hơn là họ không quan tâm." Ngày 8 tháng 11 năm 2019, cựu Thống đốc và Dân biểu South Carolina Mark Sanford chính thức tuyên bố ứng cử đối lập Trump. Ông đã bỏ cuộc 65 ngày sau, vào ngày 12 tháng 11 năm 2019 sau khi không nhận được nhiều ủng hộ trong nội bộ đảng.
Cuộc vận động tái ứng cử của Donald Trump đã liên tục tiếp diễn từ khi ông chiến thắng năm 2016, khiến các nhà quan sát miêu tả chiến thuật liên tục tổ chức các cuộc mít tinh lớn trong nhiệm kỳ của mình là "1 chiến dịch không ngừng". Ngày 20 tháng 1 năm 2017, vào lúc 5:11 giờ chiều, ông đã chính thức nộp đơn để tái tranh cử. Trong cuộc vận động bầu cử sơ bộ, ông đã tích cực vận động, tổ chức nhiều cuộc tập hợp quần chúng trong nhiều tiểu bang có bầu cử sơ bộ vào tháng 2, kể cả South Carolina và Nevada, những nơi đã hủy bỏ cuộc bầu cử sơ bộ. Trump đã giành chiến thắng trong tất cả cuộc bầu cử sơ bộ, và đã giành đủ số đại biểu để chắc chắn trở thành người được đảng đề cử tại đại hội vào ngày 17 tháng 3 năm 2020. Weld đã ngưng cuộc vận động của mình vào ngày hôm sau.

#### Người được đề cử
| Liên danh Đảng Cộng hòa 2020         | Liên danh Đảng Cộng hòa 2020             |
| Donald Trump                         | Mike Pence                               |
| ------------------------------------ | ---------------------------------------- |
| cho Tổng thống                       | cho Phó Tổng thống                       |
|                                      |                                          |
| Tổng thống Hoa Kỳ thứ 45 (2017–2021) | Phó Tổng thống Hoa Kỳ thứ 48 (2017–2021) |
| Vận động tranh cử                    |                                          |
|                                      |                                          |

#### Các ứng cử viên khác
Các ứng cử viên chính sau đây từng đã: (a) đảm nhiệm 1 chức vụ trong chính quyền, hoặc (b) có tên trong ít nhất 5 cuộc thăm dò ý kiến độc lập, hoặc (c) nhận được nhiều quan tâm từ báo chí.
| Các ứng cử viên trong phần này được liệt kê theo thứ tự số phiếu phổ thông nhận được |                                                              |                                                            | |
| Bill Weld                                                                            | Joe Walsh                                                    | Rocky De La Fuente                                         | Mark Sanford |
|                                                                                      |                                                              |                                                            | |
| Thống đốc Massachusetts (1991–1997)                                                  | Dân biểu Hoa Kỳ từ Khu bầu cử thứ 8 của Illinois (2011–2013) | Doanh nhân và ứng cử viên trường kỳ                        | Dân biểu Hoa Kỳ từ Khu bầu cử thứ nhất của South Carolina (1995–2001, 2013–2019) Thống đốc South Carolina (2003–2011) |
|                                                                                      |                                                              |                                                            | |
| Rút lui: 18 tháng 3 năm 2020 454.402 phiếu 1 đại biểu                                | Rút lui: 7 tháng 2 năm 2020 173.519 phiếu                    | Nhận đề cử từ đảng thứ 3 23 tháng 4 năm 2020 108.357 phiếu | Rút lui: 12 tháng 11 năm 2019 4.258 phiếu                                                                             |
| [ 61 ] [ 62 ]                                                                        | [ 63 ] [ 64 ]                                                | [ 65 ]                                                     | [ 50 ] [ 66 ] |

### Đảng Dân chủ

#### Bầu cử sơ bộ
Vào tháng 8 năm 2018, Ủy ban Quốc gia Đảng Dân chủ đã thông qua điều lệ không cho phép siêu đại biểu bỏ phiếu trong vòng thứ nhất trong quá trình đề cử, bắt đầu từ cuộc bầu cử năm 2020. Việc này đòi hỏi 1 ứng cử viên phải giành đa số đại biểu qua các cuộc bầu cử sơ bộ mới được đảng đề cử.  Lần cuối cùng mà việc này không xảy ra là trong Đại hội Đảng Dân chủ năm 1952, khi Adlai Stevenson II được đề cử. Trong lúc đó, sáu tiểu bang đã sử dụng phương thức bầu cử theo thứ tự lựa chọn trong các cuộc bầu cử sơ bộ: Alaska, Hawaii, Kansas, và Wyoming cho tất cả các cử tri; và Iowa và Nevada cho các cử tri vắng mặt.
Sau khi Hillary Clinton thất bại trong cuộc bầu cử năm 2016, Đảng Dân chủ được xem là không có người lãnh đạo và bị chia rẽ giữa cánh ôn hòa theo Clinton và cánh cấp tiến theo Sanders trong đảng, lặp lại rạn nứt đã diễn ra trong cuộc bầu cử sơ bộ năm 2016. Trong năm 2018, một vài khu bầu cử Hạ viện mà Đảng Dân chủ mong muốn giành lấy từ Đảng Cộng hòa đã có cuộc bầu cử sơ bộ sôi nổi. Nhà báo Elena Schneider trên Politico đã miêu tả các xung đột này là "nội chiến trong Đảng Dân chủ". Trong thời kỳ này, đang có xu hướng theo cánh tả trong các vấn đề liên quan đến phí đại học, y tế và người nhập cư trong các đảng viên Dân chủ trong Thượng viện.
Nhìn chung, đấu trường bầu cử sơ bộ năm 2020 có 29 ứng cử viên chính, vượt qua kỷ lục cho số ứng cử viên nhiều nhất trong hệ thống bầu cử sơ bộ hiện đại, do Đảng Cộng hòa lập được trong lượt bầu cử năm 2016 là 17 ứng cử viên chính. Một vài ứng cử viên nữ cũng tham gia, tăng khả năng Đảng Dân chủ sẽ đề cử 1 phụ nữ 2 lần liên tục.
Đến lúc Iowa tổ chức các cuộc họp kín vào ngày 3 tháng 2 năm 2020, chỉ còn 11 ứng cử viên chính tham gia. Tại Iowa, Pete Buttigieg đã vượt qua Bernie Sanders, rồi Sanders vượt qua Buttigieg trong cuộc bầu cử sơ bộ ở New Hampshire ngày 11 tháng 2 năm 2020. Sau khi Michael Bennet, Deval Patrick, và Andrew Yang rút lui, Sanders giành chiến thắng trong các cuộc họp kín ở Nevada ngày 22 tháng 2 năm 2020. Tại cuộc bầu cử sơ bộ tại South Carolina, Joe Biden đã giành chiến thắng, khiến Buttigieg, Tom Steyer phải bỏ cuộc (Buttigieg và Klobuchar lập tức tuyên bố ủng hộ Biden). Sau Siêu Thứ ba vào ngày 3 tháng 3 năm 2020, Michael Bloomberg và Elizabeth Warren cũng lần lượt bỏ cuộc; bây giờ đấu trường chỉ còn lại 3 đấu thủ chính: Biden và Sanders là hai đấu thủ chính, và Tulsi Gabbard, người vẫn chưa chịu bỏ cuộc dù rất ít có khả năng thắng cuộc. Sau cuộc bầu cử sơ bộ tại Arizona, Florida, và Illinois vào ngày 17 tháng 3 năm 2020, Gabbard đã rút lui và tuyên bố ủng hộ Biden. Ngày 8 tháng 4 năm 2020, Sanders cuối cùng cũng rút lui, theo báo cáo do được cựu Tổng thống Barack Obama thuyết phục, để lại một mình Biden là ứng cử viên duy nhất. Sau đó, Biden nhận sự ủng hộ từ Obama, Sanders, và Warren. Đến ngày 5 tháng 6 năm 2020, Biden đã giành đủ số đại biểu để được đảng để cử tại đại hội đảng, và bắt đầu hợp tác với Sanders để thành lập một ban đặc nhiệm chung về chính sách.

#### Chọn lựa ứng viên phó tổng thống
Ngày 11 tháng 8 năm 2020, Thượng nghị sĩ Kamala Harris được tuyên bố là ứng cử viên liên danh của cựu Phó Tổng thống Joe Biden. Nếu được bầu và nhậm chức, Harris sẽ là người da màu thứ 2 đảm nhiệm chức vụ phó tổng thống (sau phó tổng thống của Herbert Hoover là Charles Curtis), cũng như phụ nữ đầu tiên, người Mỹ gốc Phi đầu tiên và người Mỹ gốc Á đầu tiên làm phó tổng thống Hoa Kỳ. Bà là ứng cử viên phó tổng thống phụ nữ thứ ba từ 1 trong 2 đảng chính sau Geraldine Ferraro năm 1984 và Sarah Palin năm 2008. Bà là người đại diện một tiểu bang miền Tây Hoa Kỳ đầu tiên có tên trong phiếu liên danh của Đảng Dân chủ.

#### Người được đề cử
| Liên danh Đảng Dân chủ 2020                  | Liên danh Đảng Dân chủ 2020                     |
| Joe Biden                                    | Kamala Harris                                   |
| -------------------------------------------- | ----------------------------------------------- |
| cho Tổng thống                               | cho Phó Tổng thống                              |
|                                              |                                                 |
| Cựu Phó Tổng thống Hoa Kỳ thứ 47 (2009–2017) | Thượng nghị sĩ Hoa Kỳ từ California (2017–2021) |
| Vận động tranh cử                            |                                                 |
|                                              |                                                 |

#### Các ứng cử viên khác
Sau đây là danh sách các ứng cử viên đã từng: (a) phục vụ chức vụ phó tổng thống, thành viên nội các, Thượng nghị sĩ Hoa Kỳ hoặc  Dân biểu Hoa Kỳ hoặc thống đốc, (b) có tên tuổi trong ít nhất 5 cuộc khảo sát độc lập, (c) nhận được sự quan tâm đáng kể từ báo chí.
| Các ứng cử viên trong phần này được liệt kê theo thứ tự ngày rút lui                                                                                  |                                                                      | |                                                                            |                                                                                             | |                                                                                                |
| Bernie Sanders | Tulsi Gabbard                                                        | Elizabeth Warren | Michael Bloomberg                                                          | Amy Klobuchar                                                                               | Pete Buttigieg | Tom Steyer                                                                                     |
| |                                                                      | |                                                                            |                                                                                             | |                                                                                                |
| Thượng nghị sĩ Hoa Kỳ từ Vermont (2007–nay) Dân biểu Hoa Kỳ từ Khu bầu cử duy nhất của Vermont (1991–2007) Thị trưởng Burlington, Vermont (1981-1989) | Dân biểu Hoa Kỳ từ Khu bầu cử thứ nhì của Hawaii (2013–nay)          | Thượng nghị sĩ Hoa Kỳ từ Massachusetts (2013–nay) | Thị trưởng Thành phố New York, New York (2002–2013) CEO của Bloomberg L.P. | Thượng nghị sĩ Hoa Kỳ từ Minnesota (2007–nay)                                               | Thị trưởng South Bend, Indiana (2012–2020)                                                                         | Quản lý quỹ phòng hộ Nhà sáng lập Farallon Capital and và Ngân hàng Tiểu bang Beneficial       |
| |                                                                      | |                                                                            |                                                                                             | |                                                                                                |
| Rút lui: 8 tháng 4 năm 2020 (ủng hộ Biden) 8.823.936 phiếu 1.073 đại biểu                                                                             | Rút lui: 19 tháng 3 năm 2020 (ủng hộ Biden) 233.079 phiếu 2 đại biểu | Rút lui: 5 tháng 3 năm 2020 (ủng hộ Biden) 2.668.057 phiếu 58 đại biểu                                                                                           | Rút lui: 4 tháng 3 năm 2020 (ủng hộ Biden) 2.430.062 phiếu 43 đại biểu     | Rút lui: 2 tháng 3 năm 2020 (ủng hộ Biden) 501.332 phiếu 7 đại biểu                         | Rút lui: 1 tháng 3 năm 2020 (ủng hộ Biden) 874.727 phiếu 21 đại biểu                                               | Rút lui: 29 tháng 2 năm 2020 (ủng hộ Biden) 250.513 phiếu                                      |
| [ 87 ] [ 88 ] | [ 89 ] [ 90 ]                                                        | [ 91 ] [ 92 ] | [ 93 ] [ 94 ]                                                              | [ 95 ] [ 96 ]                                                                               | [ 97 ] [ 98 ] | [ 99 ] [ 100 ]                                                                                 |
| Deval Patrick | Michael Bennet                                                       | Andrew Yang | John Delaney                                                               | Cory Booker                                                                                 | Marianne Williamson                                                                                                | Julián Castro                                                                                  |
| |                                                                      | |                                                                            |                                                                                             | |                                                                                                |
| Thống đốc Massachusetts (2007–2015) | Thượng nghị sĩ Hoa Kỳ từ Colorado (2009–nay)                         | Doanh nhân Nhà sáng lập Venture for America | Dân biểu Hoa Kỳ từ Khu bầu cử thứ sáu của Maryland (2013–2019)             | Thượng nghị sĩ Hoa Kỳ từ New Jersey (2013–nay) Thị trưởng of Newark, New Jersey (2006–2013) | Tác giả Nhà sáng lập Project Angel Food Ứng cử viên độc lập Hạ viện từ Khu bầu cử thứ 33 của California (2014)     | Bộ trưởng Bộ Gia cư và Phát triển Đô thị (2014–2017) Thị trưởng San Antonio, Texas (2009–2014) |
| |                                                                      | |                                                                            |                                                                                             | |                                                                                                |
| Rút lui: 12 tháng 2 năm 2020 (ủng hộ Biden) 20.761 phiếu                                                                                              | Rút lui: 11 tháng 2 năm 2020 (ủng hộ Biden) 43.682 phiếu             | Rút lui: 11 tháng 2 năm 2020 (ủng hộ Biden) 119.862 phiếu | Rút lui: 31 tháng 1 năm 2020 (ủng hộ Biden) 15.985 phiếu                   | Rút lui: 13 tháng 1 năm 2020 (ủng hộ Biden) 30.191 phiếu                                    | Rút lui: 10 tháng 1 năm 2020 (ủng hộ Sanders) 21.993 phiếu                                                         | Rút lui: 2 tháng 1 năm 2020 (ủng hộ Warren, rồi Biden) 36.694 phiếu                            |
| [ 101 ] [ 102 ] | [ 103 ] [ 104 ]                                                      | [ 105 ] [ 106 ] | [ 107 ] [ 108 ]                                                            | [ 109 ] [ 110 ]                                                                             | [ 111 ] [ 112 ] | [ 113 ] [ 114 ]                                                                                |
| Kamala Harris | Steve Bullock                                                        | Joe Sestak | Wayne Messam                                                               | Beto O'Rourke                                                                               | Tim Ryan | Bill de Blasio                                                                                 |
| |                                                                      | |                                                                            |                                                                                             | |                                                                                                |
| Thượng nghị sĩ Hoa Kỳ từ California (2017–nay) Tổng chưởng lý California (2011–2017)                                                                  | Thống đốc Montana (2013–nay) Tổng chưởng lý Montana (2009–2013)      | Dân biểu Hoa Kỳ từ Khu bầu cử thứ 7 của Pennsylvania (2007–2011) Cựu Phó đô đốc Hải quân Hoa Kỳ                                                                  | Thị trưởng Miramar, Florida (2015–nay)                                     | Dân biểu Hoa Kỳ từ Khu bầu cử thứ 16 của Texas (2013–2019)                                  | Dân biểu Hoa Kỳ từ Khu bầu cử thứ 13 của Ohio (2013–nay) Dân biểu Hoa Kỳ từ Khu bầu cử thứ 17 của Ohio (2003–2013) | Thị trưởng Thành phố New York, New York (2014–nay)                                             |
| |                                                                      | — |                                                                            |                                                                                             | |                                                                                                |
| Rút lui: 3 tháng 12 năm 2019 (ủng hộ Biden và được đề cử làm phó tổng thống) 844 phiếu                                                                | Rút lui: 2 tháng 12 năm 2019 549 phiếu                               | Rút lui: 1 tháng 12 năm 2019 (ủng hộ Klobuchar) 5.251 phiếu | Rút lui: 19 tháng 11 năm 2019 0 phiếu                                      | Rút lui: 1 tháng 11 năm 2019 (ủng hộ Biden) 1 phiếu                                         | Rút lui: 24 tháng 10 năm 2019 (ủng hộ Biden) 0 phiếu                                                               | Rút lui: 20 tháng 9 năm 2019 (ủng hộ Sanders) 0 phiếu                                          |
| [ 115 ] [ 116 ] | [ 117 ] [ 118 ]                                                      | [ 119 ] [ 120 ] | [ 121 ] [ 122 ]                                                            | [ 123 ] [ 124 ]                                                                             | [ 125 ] [ 126 ] | [ 127 ] [ 128 ]                                                                                |
| Kirsten Gillibrand | Seth Moulton                                                         | Jay Inslee | John Hickenlooper                                                          | Mike Gravel                                                                                 | Eric Swalwell | Richard Ojeda                                                                                  |
| |                                                                      | |                                                                            |                                                                                             | |                                                                                                |
| Thượng nghị sĩ Hoa Kỳ từ New York (2009–nay) Dân biểu Hoa Kỳ từ Khu bầu cử thứ 20 của New York (2007–2009)                                            | Dân biểu Hoa Kỳ từ Khu bầu cử thứ sáu của Massachusetts (2015–nay)   | Thống đốc Washington (2013–nay) Dân biểu Hoa Kỳ từ Khu bầu cử thứ nhất của Washington (1999–2012) Dân biểu Hoa Kỳ từ Khu bầu cử thứ tư củaWashington (1993–1995) | Thống đốc Colorado (2011–2019) Thị trưởng Denver, Colorado (2003–2011)     | Thượng nghị sĩ Hoa Kỳ từ Alaska (1969–1981)                                                 | Dân biểu Hoa Kỳ từ Khu bầu cử thứ 15 của California (2013–nay)                                                     | Dân biểu tiểu bang West Virginia từ WV-SD07 (2016–2019)                                        |
| |                                                                      | |                                                                            |                                                                                             | | —                                                                                              |
| Rút lui: 28 tháng 8 năm 2019 (ủng hộ Biden) 0 phiếu                                                                                                   | Rút lui: 23 tháng 8 năm 2019 (ủng hộ Biden) 0 phiếu                  | Rút lui: 21 tháng 8 năm 2019 (ủng hộ Biden) 1 phiếu | Rút lui: 15 tháng 8 năm 2019 (ủng hộ Bennet) 1 phiếu                       | Rút lui: 6 tháng 8 năm 2019 (ủng hộ Gabbard và Sanders, rồi Howie Hawkins) 0 phiếu          | Rút lui: 8 tháng 7 năm 2019 0 phiếu                                                                                | Rút lui: 25 tháng 1 năm 2019 0 phiếu                                                           |
| [ 129 ] | [ 130 ] [ 131 ]                                                      | [ 132 ] [ 133 ] | [ 134 ] [ 135 ]                                                            | [ 136 ] [ 137 ]                                                                             | [ 138 ] [ 139 ] | [ 140 ] [ 141 ]                                                                                |

### Các đảng phái khác và ứng cử viên độc lập

#### Đảng Tự do:
Jo Jorgensen trong cuộc bầu cử năm 1996 là ứng cử viên liên danh với tác giả Harry Browne, nhận đề cử của Đảng Tự do tại đại hội đảng vào ngày 23 tháng 5 năm 2020. Bà có tên trong lá phiếu bầu trong cả 50 tiểu bang cùng Washington, D.C vào ngày 15 tháng 9 năm 2020.

##### Người được đề cử
| Liên danh Đảng Tự do 2020              | Liên danh Đảng Tự do 2020 |
| Jo Jorgensen                           | Spike Cohen               |
| -------------------------------------- | ------------------------- |
| cho Tổng thống                         | cho Phó Tổng thống        |
|                                        |                           |
| Giảng viên cao cấp tại Đại học Clemson | Podcaster và doanh nhân   |
| Vận động tranh cử                      |                           |
|                                        |                           |

#### Đảng Xanh
Howie Hawkins trở thành người được đề cử dự kiến của Đảng Xanh vào ngày 21 tháng 6 năm 2020, và chính thức được đảng đề cử vào ngày 11 tháng 7 năm 2020. Ông từng được Đảng Chủ nghĩa Xã hội Hoa Kỳ, Đảng Đoàn kết và Đảng Hợp pháp hóa Cần sa Bây giờ đề cử. Hawkins giành được quyền có tên trong lá phiếu ở số lượng tiểu bang với tổng số phiếu đại cử tri là 381 phiếu vào ngày 20 tháng 9 năm 2020, và có thể được cử tri ghi tên tại các tiểu bang với tổng số phiếu đại cử tri là 133.

##### Người được đề cử
| Liên danh Đảng Xanh 2020 | Liên danh Đảng Xanh 2020                            |
| Howie Hawkins            | Angela Walker                                       |
| ------------------------ | --------------------------------------------------- |
| cho Tổng thống           | cho Phó Tổng thống                                  |
|                          |                                                     |
| Đồng sáng lập Đảng Xanh  | Giám đốc Lập pháp Công đoàn ATU khu 998 (2011–2013) |
| Vận động tranh cử        |                                                     |
|                          |                                                     |

#### Các đảng phái khác và ứng cử viên độc lập
Nhiều đảng phái nhỏ khác và ứng cử viên độc lập cũng có tên trong lá phiếu trong một số tiểu bang, trong đó có nhà hoạt động và nhà văn Gloria La Riva, doanh nhân và ứng cử viên trường kỳ Rocky De La Fuente, giám đốc công ty than Don Blankenship, doanh nhân Brock Pierce, ca sĩ nhạc rap Kanye West, và nhà giáo dục Brian Carroll.

## Vận động tranh cử

### Quyền tiếp cận lá phiếu
Ứng cử viên Đảng Cộng hòa, Dân chủ, và Tự do có quyền tiếp cận lá phiếu (được liệt kê như 1 lựa chọn trong lá phiếu) trong mọi tiểu bang. Các ứng cử viên khác chỉ được có tên trong lá phiếu tại 1 số tiểu bang.
| Ứng cử viên tổng thống | Ứng cử viên tổng thống | Ứng cử viên phó tổng thống | Đảng phái hoặc nhãn                  | Quyền tiếp cận lá phiếu (kể cả lá phiếu do cử tri tự điền vào) | Quyền tiếp cận lá phiếu (kể cả lá phiếu do cử tri tự điền vào) | Quyền tiếp cận lá phiếu (kể cả lá phiếu do cử tri tự điền vào) |
| Ứng cử viên tổng thống | Ứng cử viên tổng thống | Ứng cử viên phó tổng thống | Đảng phái hoặc nhãn                  | Tiểu bang/DC                                                   | Đại cử tri                                                     | Số cử tri                                                      |
| ---------------------- | ---------------------- | -------------------------- | ------------------------------------ | -------------------------------------------------------------- | -------------------------------------------------------------- | -------------------------------------------------------------- |
|                        | Donald Trump           | Mike Pence                 | Cộng hòa                             | 51                                                             | 538                                                            | 100%                                                           |
|                        | Joe Biden              | Kamala Harris              | Dân chủ                              | 51                                                             | 538                                                            | 100%                                                           |
|                        | Jo Jorgensen           | Spike Cohen                | Tự do                                | 51                                                             | 538                                                            | 100%                                                           |
|                        | Howie Hawkins          | Angela Walker              | Xanh                                 | 30 (46)                                                        | 381 (511)                                                      | 73.2% (95.8%)                                                  |
|                        | Gloria La Riva         | Sunil Freeman              | Xã hội chủ nghĩa và Giải phóng       | 15 (33)                                                        | 195 (401)                                                      | 37.0% (76.1%)                                                  |
|                        | Rocky De La Fuente     | Darcy Richardson           | Liên minh                            | 15 (26)                                                        | 183 (292)                                                      | 34.7% (54.4%)                                                  |
|                        | Don Blankenship        | William Mohr               | Lập hiến                             | 18 (30)                                                        | 166 (305)                                                      | 31.2% (56.8%)                                                  |
|                        | Brock Pierce           | Karla Ballard              | Ứng cử viên độc lập                  | 16 (30)                                                        | 115 (279)                                                      | 19.1% (49.2%)                                                  |
|                        | Kanye West             | Michelle Tidball           | Đảng/Tiệc Sinh nhật (Birthday Party) | 12 (28)                                                        | 84 (237)                                                       | 14.4% (41.8%)                                                  |
|                        | Brian Carroll          | Amar Patel                 | Đoàn kết Mỹ                          | 8 (39)                                                         | 66 (463)                                                       | 11.4% (87.7%)                                                  |
|                        | Jade Simmons           | Claudeliah J. Roze         | Trở thành một Quốc gia               | 2 (38)                                                         | 15 (372)                                                       | 2.7% (68.9%)                                                   |

### Đại hội đảng
Đại hội Toàn quốc Đảng Dân chủ 2020 ban đầu được dự kiến diễn ra từ ngày 13 đến 16 tháng 7 năm 2020 tại Milwaukee, Wisconsin, nhưng đã bị hoãn lại do ảnh hưởng của đại dịch COVID-19. Ngày 24 tháng 6, đảng tuyên bố sẽ được tổ chức theo định dạng tích hợp trực tuyến và tại chỗ, với hầu hết các đại biểu tham gia trực tuyến nhưng 1 số ít thì tham gia tận nơi tổ chức. Ngày 5 tháng 8 năm 2020, phần tại chỗ của đại hội tiếp tục bị thu hẹp với các diễn văn chính, kể cả diễn văn của Biden đều thực hiện trực tuyến.
Đại hội Toàn quốc Đảng Cộng hòa 2020 diễn ra từ ngày 24 tháng 8 đến 27 tháng 8 năm 2020 tại Charlotte, North Carolina và 1 số địa điểm khác. Ban đầu, đại hội dự kiến sẽ được tổ chức ở North Carolina trong vòng 3 ngày. Nhưng do tiểu bang này đòi hỏi đại hội phải tuân thủ các quy định về cách ly xã hội do đại dịch COVID-19, các diễn văn và tiệc mừng được dời đến Jacksonville, Florida (các công việc đại hội chính thức vẫn phải diễn ra ở Charlotte theo hợp đồng). Tuy nhiên, do diễn biến tình hình đại dịch tệ hại tại Florida, các kế hoạch tại đó đã bị hủy bỏ và đại hội trở về lại Charlotte ở quy mô nhỏ hơn.
Đại hội Toàn quốc Đảng Tự do 2020 ban đầu dự kiến sẽ tổ chức tại (Austin, Texas) trong kỳ nghỉ Lễ Chiến sĩ trận vong từ ngày 22 tháng 5 đến 25 tháng 5 năm 2020. Nhưng tất cả các phòng đặt tại khách sạn JW Marriott Downtown Austin cho đại hội đã bị hủy bỏ vào ngày 26 tháng 4 năm 2020 do đại dịch. Ủy ban Quốc gia Đảng Tự do cuối cùng quyết định tổ chức 2 đại hội, thứ nhất là trực tuyến ngày từ ngày 22 tháng 5 đến 24 tháng 5 năm 2020 để đề cử ứng cử viên tổng thống và phó tổng thống, và thứ 2 là tại Orlando, Florida từ ngày 8 tháng 7 đến 12 tháng 7 năm 2020 cho các công việc khác.
Đại hội Toàn quốc Đảng Xanh ban đầu dự kiến sẽ tổ chức tại Detroit, Michigan từ ngày 9 tháng 7 đến 12 tháng 7 năm 2020. Tuy nhiên, do đại dịch, đảng quyết định sẽ được tổ chức trực tuyến mà không thay đổi ngày.

### Các vấn đề đặc trưng

#### Cuộc luận tội Donald Trump
Hạ viện đã bỏ phiếu tiến hành luận tội Tổng thống Trump vào ngày 18 tháng 12 năm 2019. Vụ án được bắt đầu xét xử tại Thượng viện ngày 21 tháng 1 năm 2020 và kết thúc vào ngày 5 tháng 2 năm 2020, kết quả là ông được Thượng viện tha bổng.
Đây là lần thứ 2, một tổng thống bị luận tội trong nhiệm kỳ đầu tiên của mình khi đang tranh cử nhiệm kỳ thứ hai. Trump tiếp tục tổ chức các cuộc mít tinh quần chúng để vận động trong lúc bị luận tội. Đây là lần đầu tiên kể từ khi hệ thống bầu cử sơ bộ hiện đại được thành lập năm 1911 mà tổng thống bị luận tội trong lúc các cuộc bầu cử sơ bộ đang diễn ra. Quá trình luận tội xen kẽ thời gian với cuộc vận động bầu cử sơ bộ, khiến các thượng nghị sĩ đang ứng cử tổng thống cho Đảng Dân chủ phải ở lại Washington trong lúc xét xử trong những ngày trước và sau các cuộc họp kín ở Iowa diễn ra.

#### Ảnh hưởng của đại dịch COVID-19

Các tiểu bang với ít nhất một cuộc bầu cử sơ bộ cấp địa phương, tiểu bang, hay liên bang bị thay đổi thời điểm hay hình thức, tính đến ngày 5 tháng 8 năm 2020.

Một số sự kiện liên quan đến cuộc bầu cử tổng thống năm 2020 đã bị thay đổi hay trì hoãn do đại dịch COVID-19. Ngày 10 tháng 3 năm 2020, sau cuộc bầu cử sơ bộ tại 6 tiểu bang, các ứng cử viên Đảng Dân chủ Joe Biden và Bernie Sanders đã hủy bỏ các sự kiện vận động dự kiến. Ngày 12 tháng 3 năm 2020, Tổng thống Trump cũng tuyên bố ý định ngưng vận động. Cuộc tranh luận lần thứ 11 trong Đảng Dân chủ được tổ chức vào ngày 15 tháng 3 trong cơ sở của CNN tại Washington, D.C. mà không có khán giả. Một vài tiểu bang đã hoãn lại cuộc bầu cử sơ bộ đến 1 thời điểm sau, trong đó có Georgia, Kentucky, Louisiana, Ohio, và Maryland. Tính đến ngày 24 tháng 3 năm 2020, tất cả các ứng cử viên tổng thống từ đảng lớn đã ngưng tổ chức các cuộc mít tinh quần chúng do lo ngại về virus corona. Các nhà quan sát chính trị cho rằng việc ngưng vận động truyền thống cộng với ảnh hưởng của đại dịch sẽ có ảnh hưởng không lường trước đối với các cử tri và có thể là cách tổ chức bầu cử.
Một số cuộc bầu cử sơ bộ đã bị gián đoạn trầm trọng do các vấn đề liên quan đến COVID-19, bao gồm phải xếp hàng dài tại nơi bầu cử, số lượng yêu cầu lá phiếu vắng mặt tăng đáng kể và các vấn đề kỹ thuật. Số lượng địa điểm bỏ phiếu đã bị giảm trầm trọng do thiếu hụt nhân viên tình nguyện chịu làm công việc phối hợp bầu cử giữa đại dịch. Hầu hết các tiểu bang mở rộng hay khuyến khích việc bỏ phiếu bằng thư để thay thế, nhưng nhiều cử tri phàn nàn rằng họ chưa nhận được lá phiếu vắng mặt mà họ đã yêu cầu.
Đạo luật Giúp đỡ, Cứu tế, và An ninh Kinh tế Virus Corona (Đạo luật CARES) đã cấp một số khoản tiền cho các tiểu bang để tăng việc bỏ phiếu bằng thư. Trump và chiến dịch của ông đã phản đối mạnh mẽ việc bỏ phiếu qua hình thức này, cho rằng nó sẽ dẫn đến gian lận bầu cử lan rộng, một ý tưởng đã bị nhiều tổ chức truyền thông phản bác. Phản ứng từ chính quyền Trump đến tác động của đại dịch, cùng với các quan điểm khác nhau từ các đảng viên Cộng hòa và Dân chủ trong quốc hội về vấn đề kích thích kinh tế qua Đạo luật CARES vẫn là một đề tài vận động chính cho cả 2 đảng.
Do sự lan rộng của đại dịch tại Hoa Kỳ cũng như các tác động của nó như các lệnh ở nhà và các quy định cách ly xã hội của chính quyền địa phương, tất cả các ứng cử viên tổng thống đều không thể tổ chức các cuộc họp mặt đông người để vận động. Kết quả là tại cuộc thông cáo của Nhà Trắng hằng ngày vào tháng 4 năm 2020, Tổng thống đã cho xem 1 đoạn video kiểu vận động nói về thành tích của mình trong công việc chống đại dịch. Theo Trump, báo chí phải chịu trách nhiệm về việc đã "giảm độ nghiêm trọng các tác động của virus".
Ngày 6 tháng 4, Tòa án Tối cao và các đảng viên Cộng hòa trong cơ quan lập pháp Wisconsin đã từ chối yêu cầu của Thống đốc Tony Evers di chuyển cuộc bầu cử của tiểu bang này đến tháng 6 năm 2020. Do đó, cuộc bầu cử (kể cả cuộc bầu cử tổng thống sơ bộ) đã diễn ra theo dự kiến. Ít nhất 7 ca COVID-19 được truy tố rằng có liên quan đến cuộc bầu cử này. Những người ủng hộ quyền bầu cử đã tỏ ra lo ngại về sự hỗn loạn tương tự trong tháng 11 năm 2020, kêu gọi các tiểu bang mở rộng các lựa chọn bỏ phiếu bằng thư.
Ngày 20 tháng 6 năm 2020, bất chấp các lo ngại về COVID-19, Tòa án Tối cao Oklahoma phán quyết rằng cuộc vận động tranh cử của Trump được phép tụ tập đông người tại Tulsa, Oklahoma tại Trung tâm Ngân hàng Oklahoma (BOK Center). Tuy ban đầu được lên lịch ngày 19 tháng 6 năm 2020, họ phải đổi ngày do trùng với ngày lễ Juneteenth tưởng niệm ngày nô lệ được giải phóng. Số người tham cuộc tụ tập này quá thấp so với dự kiến, và được miêu tả là "thất bại", khiến mối quan hệ giữa Trump và người điều hành chiến dịch của ông là Brad Parscale ngày càng xấu đi. 7,7 triệu người đã theo dõi sự kiên trên Fox News, một kỷ lục của đài về số khán giả cho 1 ngày thứ bảy. Ba tuần sau, Bộ Y tế Oklahoma đã ghi nhận số ca bệnh virus corona kỷ lục, và cựu ứng cử viên tổng thống của Đảng Cộng hòa Herman Cain đã qua đời vì bệnh, nhưng chưa rõ rằng ông có mắc bệnh này do tham gia cuộc tụ tập này hay không.
Ngày 2 tháng 10 năm 2020, Trump và Đệ nhất Phu nhân Melania Trump được chẩn đoán dương tính SARS-CoV-2 sau khi cố vấn cấp cao là Hope Hicks cũng dương tính. Cả tổng thống và phu nhân lập tức được cách ly, do đó Trump không còn vận động trước quần chúng được nữa. Sau đó, Trump nhập viện ở Walter Reed sau khi có triệu chứng sốt. Theo báo cáo, tại đó ông đã được điều trị = 1 thể kháng đang còn thí nghiệm.  Trump đã được chẩn đoán chỉ 2 ngày sau khi ông đã tiếp xúc Joe Biden trong cuộc tranh luận đầu tiên. Điều này dẫn đến lo ngại rằng Biden có thể bị nhiễm virus luôn từ Trump; tuy nhiên, kết quả cho thấy Biden vẫn âm tính. Trump rời bệnh viện ngày 5 tháng 10 năm 2020.
Việc ông dương tính với COVID-19 được xem là có tác động xấu đối với chiến dịch tranh cử của Trump và đã đưa chú ý công chúng vào bệnh dịch này, một vấn đề được xem là nguy hại cho Trump vì cách ông đối phó đại dịch bị người dân đánh giá rất thấp. Trong lúc cách ly, Trump cũng không thể tụ tập quần chúng, vốn là 1 phần lớn của chiến dịch của ông. Trong lúc Trump mắc bệnh COVID-19, Biden vẫn tiếp tục vận động nhưng tạm thời ngưng chạy các quảng cáo tấn công Trump. Ngày 12 tháng 10 năm 2020, Trump tiếp tục vận động trở lại sau khi xuất viện. Trump tiếp tục đến các tiểu bang có sự ủng hộ xấp xỉ giữa 2 người và tổ chức các cuộc tụ họp quần chúng, đôi khi hai hoặc ba lần mỗi ngày. Các cuộc tụ tập của ông đã bị chỉ trích vì không tuân thủ giãn cách xã hội và người tham gia không đeo khẩu trang, và 1 số cuộc thăm dò cho thấy cử tri ít có thiện cảm với ông vì khả năng gây bệnh.

#### Sự can thiệp của các chính quyền nước ngoài
Giới chức Mỹ cáo buộc chính quyền tổng thống Nga Vladimir Putin, Trung Quốc và Iran đã cố gắng gây ảnh hưởng đến cuộc bầu cử Hoa Kỳ năm 2020. Ngày 4 tháng 10 năm 2019, Microsoft tuyên bố rằng "Phosphorus", một nhóm hacker có liên hệ đến chính quyền Iran, đã cố gắng xâm nhập vào các tài khoản nhà báo, các viên chức Mỹ và chiến dịch vận động của một ứng cử viên tổng thống. Đài tiếng nói Hoa Kỳ vào tháng 4 năm 2020 đã báo cáo rằng "các nhà nghiên cứu an ninh mạng nói rằng đã có dấu hiệu các hacker có quan hệ đến Trung Quốc đã thực hiện các cuộc tấn công 'spear phishing' (tấn công giả mạo nhắm vào cá nhân) đối với các mục tiêu chính trị Mỹ trước cuộc bầu cử năm 2020."
Ngày 13 tháng 2 năm 2020, giới chức tình báo Mỹ đã thông báo cho Ủy ban Tình báo Hạ viện rằng chính quyền Nga đang can thiệp vào cuộc bầu cử năm 2020 trong 1 nỗ lực nhằm giúp Trump tái thắng cử. Ngày 21 tháng 2 năm 2020, tờ The Washington Post báo cáo rằng, theo 1 số viên chức Mỹ giấu tên, Nga đã can thiệp vào cuộc bầu cử sơ bộ của Đảng Dân chủ để giúp Thượng nghị sĩ Bernie Sanders giành đề cử. Sau báo cáo này, Sanders đưa ra thông báo rằng, "Thật ra, tôi không quan tâm việc Putin muốn làm tổng thống. Thông điệp của tôi đến Putin rõ ràng là: Ông đừng nhúng tay vào cuộc bầu cử Mỹ. Và khi trở thành tổng thống, tôi sẽ bảo đảm ông phải [tuân theo]." Sanders khẳng định cuộc vận động của ông đã được thông báo khoảng 1 tháng trước đó về việc được cho là các nỗ lực của Nga. Nga đã liên tục can thiệp vào cuộc bầu cử để ủng hộ Trump, trong khi Trung Quốc bị cáo buộc đã can thiệp để ủng hộ cả Biden lẫn Trump, mặc dù trong giới tình báo vẫn đang có bàn cãi liệu có thật như vậy hay không.
Ngày 21 tháng 10 năm 2020, đảng viên Dân chủ ở ít nhất bốn tiểu bang đã nhận được các email đe dọa. Những email này có nội dung đe dọa rằng "Mày phải bỏ phiếu cho Trump vào ngày bầu cử, nếu không chúng tao sẽ đến tìm mày." Tối đó, Giám đốc Tình báo Quốc gia John Ratcliffe tuyên bố rằng những email này là do Iran gửi, qua một địa chỉ hồi âm giả mạo. Ông cũng nói rằng cả Iran và Nga đã được biết từng lấy được thông tin đăng ký bầu cử của cử tri Mỹ, có thể từ các nguồn công khai và "Thông tin này có thể được các tác nhân ngoại quốc sử dụng để đưa thông tin giả đến các cử tri đăng ký để gây rối loạn, gieo hỗn loạn và xói mòn niềm tin của bạn vào nền dân chủ Mỹ." Một phát ngôn viên Iran đã phủ nhận cáo buộc này. Trong tuyên bố của mình, Ratcliffe đã nói rằng mục đích của Iran là "hăm dọa cử tri, kích động bất ổn xã hội và hại Tổng thống Trump", đưa ra câu hỏi việc ra lệnh đảng viên Dân chủ bỏ phiếu cho Trump làm sao gây hại cho Trump được. Theo báo cáo sau đó thì lời nhắc đến Trump không có trong văn bản của Radcliffe được các viên chức khác phê duyệt, mà do ông tự thêm vào.
Trong suốt cuộc bầu cử, một số nhà lập pháp Colombia và đại sứ nước này tại Hoa Kỳ đã đưa ra nhiều tuyên bố ủng hộ cuộc vận động của Donald Trump, được xem là có thể làm xấu quan hệ ngoại giao Colombia–Hoa Kỳ. Ngày 26 tháng 10 năm 2020, Đại sứ Hoa Kỳ tại Colombia là Philip Goldberg đã yêu cầu các chính khách Colombbia ngưng dính líu vào cuộc tranh cử.

#### Bỏ phiếu bằng thư

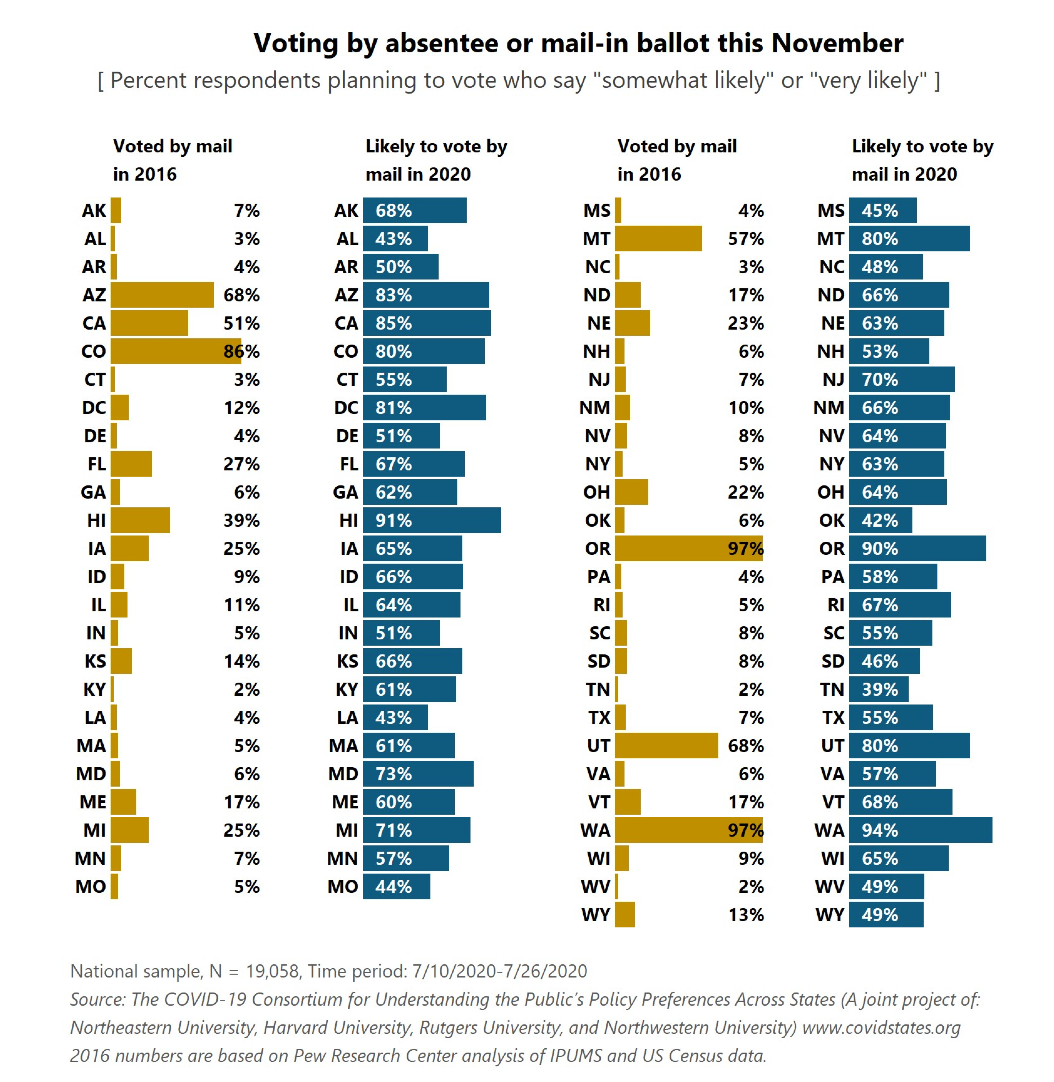
Bảng kết quả thăm dò ý kiến tháng 7 năm 2020 về xác suất bỏ phiếu bằng thư trong cuộc bầu cử tháng 11.

Bầu cử qua bưu điện đã trở thành 1 cách bỏ phiếu thông dụng ở Hoa Kỳ. Trong năm 2016 và năm 2018, khoảng 25% cử tri toàn quốc bỏ phiếu qua bưu điện. Đại dịch COVID-19 đã được tiên đoán sẽ làm tăng số lượng người bỏ phiếu = cách này do các nguy hiểm tiềm tàng trong việc tụ tập đông người tại nơi bỏ phiếu. Một cuộc phân tích mỗi tiểu bang cho cuộc bầu cử năm 2020 đã kết luận rằng 76% người Mỹ có đủ điều kiện bỏ phiếu bằng thư năm 2020, một con số kỷ lục. Phân tích này cũng dự đoán rằng 80 triệu lá phiếu sẽ được bỏ qua thư trong năm này – gấp 2 lần con số năm 2016. Dịch vụ bưu điện đã gửi thư đến nhiều tiểu bang vào tháng 7 năm 2020, cảnh báo rằng dịch vụ có thể không đủ khả năng đáp ứng thời hạn chót cho thủ tục yêu cầu và bỏ phiếu gấp. Cùng với số lượng bỏ phiếu qua thư được dự tính tăng cao, dự tính này cũng 1 phần là do các biện pháp mà tân Giám đốc sở bưu điện Louis DeJoy đưa ra, trong đó có việc cấm nhân viên làm quá giờ và đi thêm để bỏ thư, đã gây chậm trễ việc đưa thư và tháo gỡ hàng trăm máy phân loại thư cao tốc ra khỏi bưu điện. Ngày 18 tháng 8 năm 2020, sau khi Hạ viện trở lại sau giải lao và biểu quyết một đạo luật đòi hỏi lùi lại các biện pháp này, DeJoy tuyên bố sẽ lùi lại các sửa đổi của mình cho đến sau cuộc bầu cử.
Hạ viện cũng biểu quyết thông qua 1 đạo luật cung cấp dịch vụ bưu điện 25 tỷ USD để ứng phó với số lượng lá phiếu bằng thư. Tuy nhiên, Trump đã nhiều lần lên án việc bỏ phiếu bằng thư, mặc dù chính ông đã bỏ phiếu bằng phương pháp này tại Florida, một cách bỏ phiếu vắng mặt. Ông biện hộ cho hành động của mình = cách phân biệt giữa bầu cử = thư và bầu cử vắng mặt, ủng hộ cái thứ 2 nhưng phản đối cái thứ nhất. Tháng 8 năm 2020, Trump cũng thừa nhận rằng dịch vụ bưu điện cần thêm quỹ để đối phó với số lượng phiếu qua thư tăng lên, nhưng nói rằng sẽ ngăn chặn cấp thêm tiền để ngăn ngừa việc bỏ phiếu bằng thư gia tăng.
Trump đã chỉ trích nặng nề việc bỏ phiếu qua bưu điện, cáo buộc rằng có nhiều gian lận. Tháng 8 năm 2020, một thẩm phán liên bang đã ra lệnh cuộc vận động của Trump đưa ra bằng chứng có sự gian lận ở Pennsylvania. Tháng 9 năm 2020, Giám đốc FBI Christopher A. Wray (một người do Trump bổ nhiệm), đã khai sau khi tuyên thệ rằng FBI đã "không tìm thấy trong lịch sử bất cứ nỗ lực phối hợp toàn quốc nào để gian lận trong một cuộc bầu cử lớn, bất cứ qua thư hay cách nào khác". Tháng 10 năm 2020, khi gần 50.000 cử tri ở Quận Franklin, Ohio đã nhận phiếu vắng mặt sai qua bưu điện, Trump đã cho rằng đã có "một cuộc bầu cử gian lận" diễn ra tại tiểu bang, nhưng đã bị các báo chí chỉ trích.
Trong ngày bầu cử, một thẩm phán đã ra lệnh các thanh tra tìm kiếm trong các "cơ sở thư tại... các tiểu bang chiến trường" để tìm lá phiếu.

#### Ghế trống Tối cao pháp viện

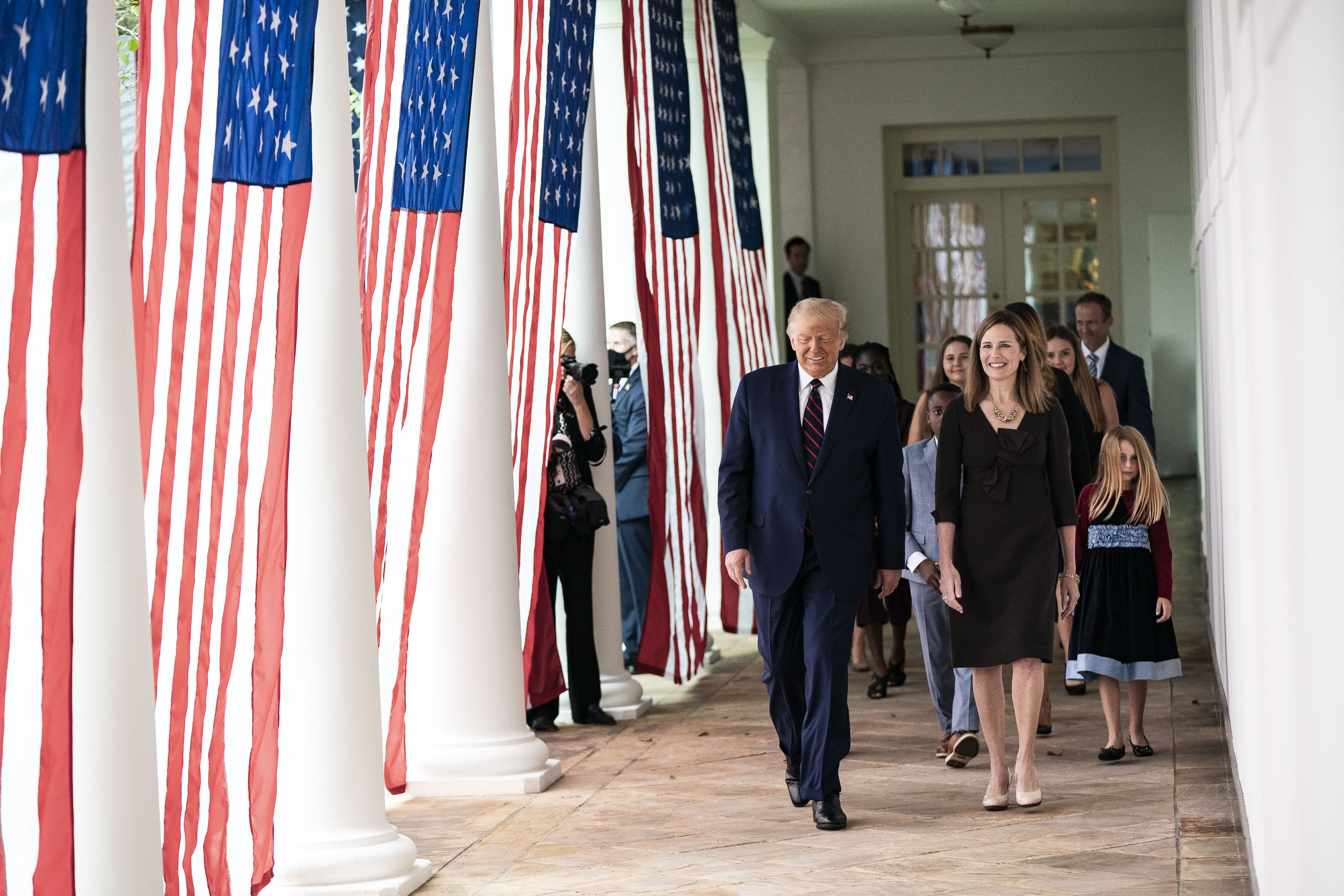
Tổng thống Donald Trump cùng Amy Coney Barrett và gia đình trước khi Barrett được đề cử vào ngày 26 tháng 9 năm 2020

Ngày 18 tháng 9 năm 2020, Thẩm phán Tòa án Tối cao Ruth Bader Ginsburg qua đời. Lãnh đạo Phe Đa số Thượng viện Mitch McConnell lập tức tuyên bố rằng tiền lệ mà chính ông đã làm trong đề cử của Merrick Garland không còn hoạt động nữa và 1 người thay thế phải được đề cử càng sớm càng tốt. Cái chết của Ginsburg đã dẫn đến cả 2 phía Dân chủ và Cộng hòa hoạt động tăng lên. Cả tổng thống, phó tổng thống, và 1 số thành viên Quốc hội của Đảng Cộng hòa cho rằng Tòa án Tối cao cần đầy có đủ số thẩm phán để quyết định cuộc bầu cử sắp tới.
Ngày 26 tháng 9 năm 2020, Trump thông báo đề cử Amy Coney Barrett vào vị trí thẩm phán. Ủy ban tư pháp Thượng viện đã tổ chức cuộc điều trần 4 ngày kể từ ngày 14 tháng 10 và đưa đề cử lên toàn Thượng viện vào ngày 22 tháng 10 năm 2020. Ngày 26 tháng 10 năm 2020, Thượng viện đã phê chuẩn Barrett. Đây là 1 trong những thời gian ngắn nhất trong lịch sử mà 1 ứng viên được phê chuẩn, và nhanh nhất ở thời điểm gần bầu cử như thế này.

#### Không chấp nhận kết quả
Trong cuộc bầu cử này, nhiều bài báo đã đưa giả thuyết rằng Trump sẽ không chấp nhận kết quả bầu cử, qua các phát biểu của ông trên Twitter cho rằng cuộc bầu cử sẽ bị gian lận chống lại ông và những tuyên bố rằng ông sẽ không chấp nhận thua cuộc. Nhà Trắng đã phản bác các ý kiến trên và Trump đã nói với Harris Faulkner trên Fox News vào ngày 5 tháng 6 năm 2020 rằng "nhất định rằng nếu tôi không thắng thì tôi không thắng". Ngày 19 tháng 7 năm 2020, ông từ chối trả lời câu hỏi có chấp nhận kết quả không; ông nói với Chris Wallace rằng "Tôi phải coi đã. Không, tôi sẽ không chỉ nói có. Tôi sẽ không nói không." Tại  1 sự kiện vận động tại Oshkosh, Wisconsin, Trump nói rằng "cách duy nhất chúng ta thua cuộc bầu cử này là nếu nó bị gian lận". Trump lặp lại cảm nghĩ này khi xuất hiện tại Đại hội Toàn quốc Đảng Cộng hòa 2020. Ngày 23 tháng 9 năm 2020, ông lại từ chối cam kết chuyển giao quyền lực trong hòa bình sau bầu cử. Ông lặp lại nhiều lần "Chúng ta phải xem thế nào", cho rằng bỏ phiếu bằng thư có nhiều gian lận. Ông đã cho rằng "lá phiếu là thảm họa", và thêm rằng "Bỏ đi lá phiếu thì bạn sẽ có 1 [cái gì] hòa bình – thật ra sẽ không có sự chuyển giao. Sẽ chỉ có sự tiếp tục." Những lời bóng gió và răn đe của Trump đã được miêu tả là 1 mối đe dọa "lật đổ chế độ lập hiến".
Các thành viên Đảng Cộng hòa trong Quốc hội khẳng định rằng sẽ có sự chuyển giao hòa bình nếu Trump thua cuộc, nhưng họ không giải thích sẽ bảo đảm việc này như thế nào nếu Trump không chịu bước xuống. Ngày 24 tháng 9 năm 2020, Thượng viện đã nhất trí thông qua một nghị quyết xác nhận cam kết chuyển giao quyền lực trong hòa bình. Hillary Clinton đã được trích dẫn một cách không chính xác rằng bà đã khuyên Biden không chịu thua cuộc đua; trên thực tế lời khuyên của bà là không chịu thua vào đêm bầu cử vì còn nhiều phiếu chưa được đếm; bà nói rằng "Tôi nghĩ việc này sẽ kéo dài." Trump cũng đã nói rằng ông tin rằng Tòa án Tối cao sẽ quyết định kết quả bầu cử do đó ông muốn tòa án có số đông cho phe bảo thủ trong trường hợp này, lặp lại cam kết nhanh chóng đưa vào 1 thẩm phán thứ 9 sau cái chết của Ruth Bader Ginsburg.

#### Kiện tụng
Cuộc bầu cử năm 2020 được lưu ý với số vụ kiện liên quan với vài trăm vụ đã được tố tụng. Khoảng 250 trong số đó liên quan đến các cơ chế bầu cử liên quan đến đại dịch COVID-19. Tòa án Tối cao đã phán quyết trong 1 số vụ, chủ yếu ra lệnh đình hoãn khẩn cấp thay vì theo trình tự thông thường do sự gấp rút của sự việc. Có ý kiến rằng cuộc bầu cử này sẽ được quyết định qua 1 vụ kiện trên Tòa án Tối cao, tương tự như sau bầu cử năm 2000.

### Các cuộc tranh luận
Ngày 11 tháng 10 năm 2019, Ủy ban Tranh luận Tổng thống (Commission on Presidential Debates, CPD) tuyên bố 3 cuộc tranh luận sẽ được tổ chức vào mùa thu 2020.
Cuộc tranh luận thứ nhất, do Chris Wallace chủ trì, diễn ra vào ngày 29 tháng 9 năm 2020, do Đại học Case Western Reserve và Cleveland Clinic đồng tổ chức tại Cleveland, Ohio. Ban đầu cuộc tranh luận được dự kiến được tổ chức tại Đại học Notre Dame tại Notre Dame, Indiana, nhưng đại học đã quyết định không tổ chức do đại dịch COVID-19. Biden nhìn chung được cho là đã thắng cuộc tranh luận đầu tiên, với 1 thiểu số quan sát viên cho rằng 2 người hòa.
Một sự kiện được chú ý trong tranh luận là khi Tổng thống Trump không trực tiếp lên án tổ chức da trắng thượng đẳng và tân phát xít Proud Boys từng đã tham gia bạo lực chính trị, mà trả lời rằng họ "nên đứng lại và đứng chờ" (stand back and stand by). Ngày hôm sau, Trump nói với phóng viên rằng nhóm này nên "rút xuống" (stand down), đồng thời cho rằng ông không biết tổ chức này là gì. Cuộc tranh luận được miêu tả là "hỗn loạn và gần như vô nghĩa" vì Trump liên tục ngắt lời Biden và người chủ trì là Wallace, khiến CPD phải cân nhắc đến việc sửa đổi định dạng các cuộc tranh luận còn lại.
Cuộc tranh luận phó tổng thống diễn ra ngày 7 tháng 10 năm 2020 tại Đại học Utah ở Salt Lake City. Cuộc tranh luận này được xem là êm dịu, và không có người thắng cuộc rõ ràng. Một sự kiện được nhắc đến nhiều lần là khi 1 con ruồi đậu trên đầu Phó Tổng thống Pence, và ở đó suốt 2 phút trong lúc ông không hay biết gì.
Cuộc tranh luận tổng thống thứ 2 dự kiến được tổ chức tại Đại học Michigan ở Ann Arbor, Michigan, nhưng đại học đã rút lui vào tháng 6 năm 2020, được báo cáo là do lo ngại liên quan đến đại dịch COVID-19. Sau đó cuộc tranh luận được dời đến Trung tâm Biểu diễn Adrienne Arsht Miami, và dự kiến diễn ra ngày 15 tháng 10, nhưng do Donald Trump dương tính với COVID-19, CPD đã tuyên bố ngày 8 tháng 10 năm 2020 rằng: cuộc tranh luận này sẽ được diễn ra trên hình thức ảo với mỗi ứng cử viên tham gia từ mỗi địa điểm khác nhau. Nhưng Trump không chịu tham gia cuộc tranh luận ảo, nên CPD tuyên bố hủy bỏ cuộc tranh luận.
Cuộc tranh luận thứ 3 được tổ chức vào ngày 22 tháng 10 năm 2020 tại Đại học Belmont ở Nashville, Tennessee. Những thay đổi về điều lệ đã khiến cuộc tranh luận này được xem là hòa nhã hơn cuộc tranh luận đầu tiên. Biden được xem là đã thắng cuộc trong tranh luận, nhưng cuộc tranh luận cũng được xem là sẽ không thay đổi cuộc đua nhiều.
| Số   | Ngày                 | Giờ          | Nơi tổ chức                                  | Thành phố            | Người chủ trì          | Người tham gia           | Lượng xem (triệu người) |
| ---- | -------------------- | ------------ | -------------------------------------------- | -------------------- | ---------------------- | ------------------------ | ----------------------- |
| P1   | 29 tháng 9 năm 2020  | 9:00 tối EDT | Đại học Case Western Reserve                 | Cleveland, Ohio      | Chris Wallace          | Donald Trump Joe Biden   | 73,1                    |
| VP   | 7 tháng 10 năm 2020  | 7:00 tối MDT | Đại học Utah                                 | Salt Lake City, Utah | Susan Page             | Mike Pence Kamala Harris | 57,9                    |
| (P2) | 15 tháng 10 năm 2020 | 9:00 tối EDT | Trung tâm Biểu diễn Adrienne Arsht (dự kiến) | Miami, Florida       | Steve Scully (dự kiến) | Donald Trump Joe Biden   | Không có                |
| P2   | 22 tháng 10 năm 2020 | 8:00 tối CDT | Đại học Belmont                              | Nashville, Tennessee | Kristen Welker         | Donald Trump Joe Biden   | 63                      |

Quỹ Bầu cử Tự do và Bình đẳng tổ chức 2 cuộc bầu cử với các ứng cử viên đảng nhỏ và độc lập, thứ nhất vào ngày 8 tháng 10 năm 2020 ở Denver, Colorado. Và cuộc bầu cử thứ hai vào ngày 24 tháng 10 năm 2020, tại Cheyenne, Wyoming.

### Thăm dò ý kiến
Biểu đồ sau đây miêu tả vị thế của mỗi ứng cử viên giữa hai đối thủ chính theo các dịch vụ kết hợp thăm dò ý kiến kể từ tháng 9 năm 2019 đến nay. Cựu phó tổng thống Joe Biden ứng cử viên Dân chủ, bình quân dẫn đầu 7,7% so với tổng thống đương nhiệm Donald Trump, ứng cử viên Cộng hòa. Tuy nhiên, thăm dò ý kiến này chỉ đo mức phiếu phổ thông, trong khi kết quả bầu cử dựa vào tổng số phiếu đại cử tri mà mỗi ứng cử viên giành được.
| Donald Trump đối Joe Biden                                           | Donald Trump đối Joe Biden | Donald Trump đối Joe Biden | Donald Trump đối Joe Biden | Donald Trump đối Joe Biden | Donald Trump đối Joe Biden | Donald Trump đối Joe Biden |
| Nguồn                                                                | Ngày thực hiện             | Ngày cập nhật              | Joe Biden                  | Donald Trump               | Khác/Chưa quyết định       | Chênh lệch                 |
| -------------------------------------------------------------------- | -------------------------- | -------------------------- | -------------------------- | -------------------------- | -------------------------- | -------------------------- |
| 270 to Win                                                           | 28/10–2/11 năm 2020        | 2 tháng 11 năm 2020        | 51,1%                      | 43,1%                      | 5,8%                       | Biden +8,0                 |
| RealClear Politics                                                   | 25/10–1/11 năm 2020        | 2 tháng 11 năm 2020        | 50,7%                      | 44,0%                      | 5,3%                       | Biden +6,7                 |
| FiveThirtyEight Lưu trữ ngày 20 tháng 2 năm 2021 tại Wayback Machine | đến 2 tháng 11 năm 2020    | 2 tháng 11 năm 2020        | 51,8%                      | 43,5%                      | 4,8%                       | Biden +8,4                 |
| Trung bình                                                           | Trung bình                 | Trung bình                 | 51,2%                      | 43,5%                      | 5,3%                       | Biden +7,7                 |

## Các đề tài tranh cử

### Đại dịch COVID-19
Đại dịch COVID-19 là 1 đề tài lớn trong cuộc vận động, với cách ứng phó của Trump đã bị chỉ trích nặng nề. Tổng thống đã phát ra nhiều thông điệp với nội dung trái ngược nhau liên quan đến việc có nên mang khẩu trang để bảo vệ hay không, trong đó ông đã chỉ trích việc Biden và các phóng viên mang khẩu trang, nhưng cũng có đôi lúc khuyến khích người dân mang khẩu trang. Trong cuộc vận động, Trump đã tổ chức nhiều sự kiện khắp nước, kể cả tại nhiều điểm nóng của đại dịch, trong đó những người tham gia không mang khẩu trang và không cách ly xã hội. Cũng lúc đó, ông đã chế nhạo những người mang khẩu trang.
Biden đã kêu gọi tăng cường cấp quỹ chính phủ liên bang, kể cả dưới Đạo luật Sản xuất Quốc phòng, để xét nghiệm, mua trang bị bảo vệ cá nhân (PPE), và nghiên cứu. Trump cũng đã kích hoạt đạo luật này nhưng với diện hẹp hơn để quản lý phân phối khẩu trang và máy trợ thở, nhưng phương án đối phó của ông phần lớn mong chờ vào 1 vắc-xin được phát hành trước cuối năm 2020. Tại cuộc tranh luận thứ hai, Trump đã nói rằng Biden từng gọi ông là bài ngoại vì đã hạn chế các công dân nước ngoài đã đến thăm Trung Quốc nhập cảnh, nhưng Biden nói rõ rằng ông không phải nói đến quyết định này.

### Kinh tế
Trump kể công cho sự tăng trưởng đều đặn của nền kinh tế trong 3 năm đầu nhiệm kỳ mình, với thị trường chứng khoán trong giai đoạn tăng trưởng lâu dài nhất trong lịch sử và nạn thất nghiệp ở mức thấp nhất trong vòng 50 năm. Ông cũng khoe về sự hồi phục kinh tế trong quý 3 năm 2020, khi mà GDP tăng trưởng 33,1% khi quy ra tỷ lệ hàng năm, cho rằng đó là = chứng về năng lực của mình. Biden đáp trả lại rằng nền kinh tế mà Trump tận hưởng dưới nhiệm kỳ của mình là do ông thừa hưởng từ chính quyền Obama, và chính Trump đã làm xấu thêm tác động của đại dịch đến nền kinh tế, khiến 42 triệu người Mỹ phải xin trợ cấp thất nghiệp.
Đạo luật Giảm thuế và Công việc 2017 đã hạ thấp mức thuế thu nhập cho hầu hết người Mỹ, và cũng hạ thấp tỷ lệ thuế công ty từ 35% xuống thành 21%, là một phần quan trọng của chính sách kinh tế của Trump. Biden và Đảng Dân chủ miêu tả việc giảm thuế này là bất công, chỉ làm lợi chủ yếu thành phần thượng lưu. Biden đưa ra kế hoạch tăng thuế công ty và những cá nhân có thu nhập cao hơn $400,000 mỗi năm, trong khi duy trì tỷ lệ thuế thấp cho những người có thu nhập thấp, và tăng thuế lợi tức lên mức tối đa là 39,6%. Đáp lại, Trump nói rằng kế hoạch của Biden sẽ phá hủy các tài khoản hưu trí và thị trường chứng khoán.

### Môi trường
Trump và Biden có những khác biệt sâu sắc về chính sách môi trường. Có lúc Trump từng cho rằng biến đổi khí hậu là trò lừa bịp, nhưng cũng có lúc cho rằng nó là đề tài nghiêm túc. Trump đã lên án Thỏa thuận chung Paris về các biện pháp giảm khí nhà kính, và đã bắt đầu thủ tục rút Hoa Kỳ khỏi thỏa thuận này. Biden thì dự tính sẽ gia nhập lại, và ông đã công bố 1 dự án hành động khí hậu trị giá 2 ngàn tỷ đô la. Tuy nhiên, Biden không tán thành đề xuất Green New Deal, một chính sách khí hậu cấp tiến của Sanders và các chính khách cánh tả khác. Biden cũng không có dự định cấm thủy lực cắt phá hoàn toàn, mà chỉ cấm các dự án mới trong đất do chính phủ liên bang sở hữu. Nhưng trong 1 cuộc tranh luận Trump đã cho rằng Biden sẽ cấm luôn. Các chính sách về môi trường của Trump gồm có loại bỏ các tiêu chuẩn thải chất methan, và mở rộng khai mỏ.

### Chăm sóc y tế
Chăm sóc y tế là 1 vấn đề gây tranh cãi trong cuộc bầu cử sơ bộ trong Đảng Dân chủ và trong cuộc tổng tuyển cử. Trong khi Biden và 1 số ứng cử viên khác hứa hẹn bảo vệ Đạo luật ACA, phe cấp tiến trong đảng kêu gọi thay thế ngành bảo hiểm y tế với một hệ thống Medicare cho mọi người. Dự án của Biden gồm có 1 lựa chọn công cộng trong hệ thống chăm sóc y tế Mỹ và phục hồi đòi hỏi cá nhân phải mua bảo hiểm y tế đã bị đạo luật giảm thuế năm 2017 xóa sổ, cũng như phục hồi trợ cấp chính phủ cho Tổ chức Kế hoạch hóa Gia đình. Trump đã tuyên bố ý định xóa sổ Đạo luật ACA, cho rằng nó "đắt tiền quá", nhưng không đưa ra giải pháp thay thế. Vào thời điểm bầu cử, chính quyền Trump và các viên chức Cộng hòa từ 18 tiểu bang đã có 1 vụ kiện trước tòa án tối cao, thỉnh cầu tòa án bãi bỏ đạo luật này.

### Bất ổn chủng tộc

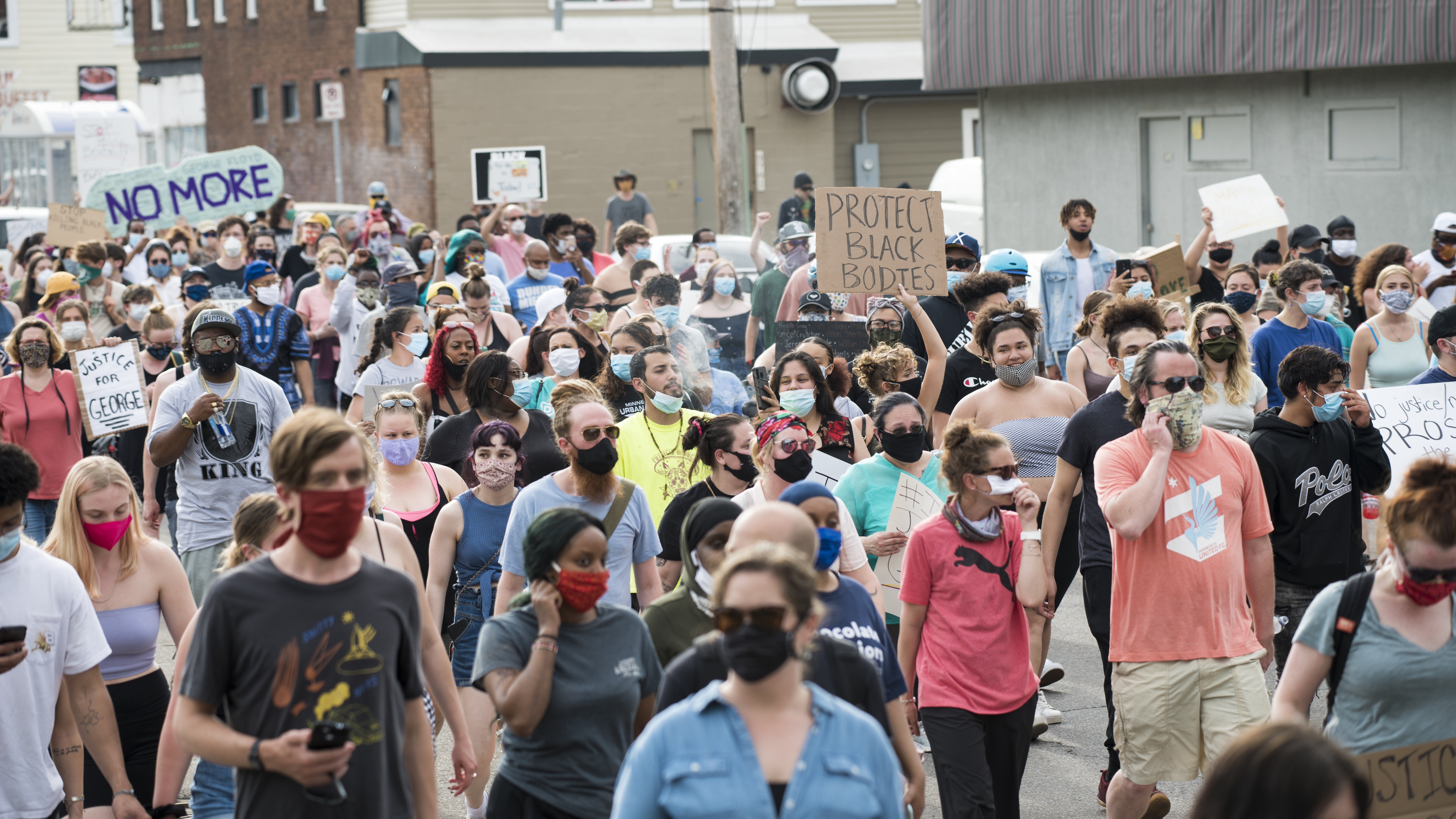
Biểu tình George Floyd ở Minneapolis ngày 26 tháng 5

Sau cái chết của George Floyd và nhiều trường hợp cảnh sát bạo hành đối với người Mỹ gốc Phi khác, cũng với tác động đại dịch COVID-19, một loạt biểu tình và bất ổn chủng tộc diễn ra giữa năm 2020. Nhiều cuộc biểu tình diễn ra, hầu hết trong ôn hòa, nhưng cũng có 1 số náo loạn và cướp của đã xảy ra. Trump và các đảng viên Cộng hòa đã gợi ý đưa quân đội vào để dẹp các cuộc biểu tình, nhưng đã bị chỉ trích, đặc biệt là từ phía Dân chủ, rằng hành động này nặng tay và có thể bất hợp pháp. Một sự kiện cụ thể gây tranh cãi là khi Trump chụp hình trước 1 nhà thờ ở Washington, D.C., khu vực mà cảnh sát quân đội đã dẹp bỏ những người biểu tình ôn hòa trước đó. Biden đã lên án Trump về hành động này đối với người biểu tình; ông miêu tả lời nói của George Floyd  "Tôi không thở được"  là "lời kêu gọi thức tỉnh của quốc gia chúng ta". Ông hứa hẹn sẽ tạo ra 1 ủy ban giám sát cảnh sát trong 100 ngày đầu tiên sau nhậm chức và thành lập một quy chuẩn về cách sử dụng bạo lực, cũng như nhiều biện pháp cải cách khác.

## Kết quả

### Đêm bầu cử:

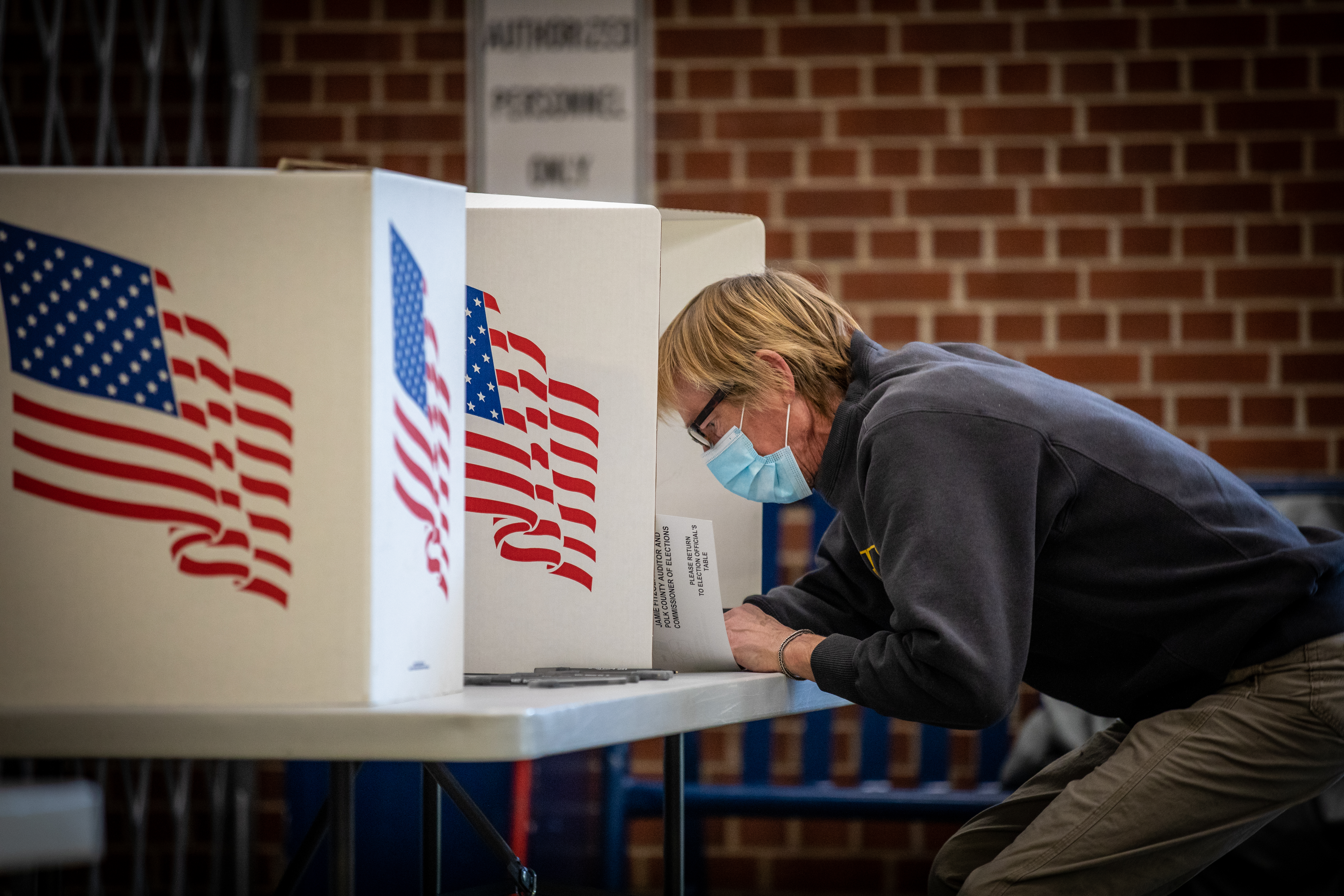
Cử tri bỏ phiếu tại Trường trung học Roosevelt tại Des Moines, Iowa

Đêm bầu cử ngày 3 tháng 11 năm 2020 kết thúc nhưng vẫn chưa rõ ai là người thắng cuộc. Vì tại nhiều tiểu bang, tỷ lệ phiếu vẫn còn suýt soát nhau nên chưa quyết định được, cũng như còn hàng triệu lá phiếu chưa được tính. Trong đó, có khoảng 6 tiểu bang chiến trường.
Sau 12:30 khuya (giờ miền Đông), Biden đã đọc 1 đoạn diễn văn ngắn, kêu gọi những người ủng hộ kiên nhẫn chờ kiểm phiếu, và cho rằng ông đang "trên đường đi đến chiến thắng cuộc bầu cử này". Khoảng 2:30 giờ khuya (giờ miền Đông), Trump cũng đọc diễn văn trước nhiều người ủng hộ, tuyên bố sai sự thật rằng ông đã thắng cử và kêu gọi ngừng kiểm phiếu nữa, cho rằng việc tiếp tục kiểm phiếu là  "sự gian lận đối với người Mỹ"  và rằng "chúng ta sẽ kiện đến Tòa án Tối cao". Trong lời tuyên bố chiến thắng, Trump nói rằng mình đã vượt qua Biden 3% ở Florida, tăng từ biên độ 1,2% của ông vào năm 2016, sau khi nhận sự ủng hộ tăng lên đáng kể trong cộng đồng người Mỹ gốc Latinh ở Quận Miami-Dade. Chiến dịch tranh cử của Biden đã lên án các nỗ lực kiện tụng của phe Trump, cho rằng chiến dịch của Trump đang tiến hành một "nỗ lực rõ ràng nhằm tước đi quyền dân chủ của công dân Mỹ".

### Hậu quả
Đến tối ngày 4 tháng 11, hãng thông tấn Associated Press đã đưa tin Biden đã nhận được 264 phiếu đại cử tri, chỉ còn lại các tiểu bang Pennsylvania, North Carolina, Georgia, và Nevada là chưa dự đoán được kết quả trong lúc đang kiểm phiếu. Tại các tiểu bang này, luật lệ tiểu bang về việc kiểm phiếu qua thư đã gây chậm trễ kết quả. Tại Pennsylvania, nơi mới bắt đầu kiểm phiếu thư vào đêm bầu cử, Trump đã tuyên bố thắng cử vào ngày 4 tháng 11 khi dẫn đầu 675,000 phiếu, trong lúc còn hơn 1 triệu lá phiếu chưa được kiểm. Trump cũng tuyên bố thắng cuộc tại North Carolina và Georgia trong lúc còn nhiều phiếu chưa kiểm. Mặc dù Fox News đã tuyên bố Biden thắng cử tại Arizona vào lúc 11:20 giờ khuya EST trong đêm bầu cử, rồi thông tấn xã Associated Press cũng tuyên bố tương tự vào lúc 2:50 sáng EST ngày 4 tháng 11 năm 2020, các hãng thông tấn khác vẫn cho rằng số phiếu ở tiểu bang này còn quá suýt soát, chưa đoán kết quả được. Đến ngày 5 tháng 11 năm 2020, Biden đã dẫn đầu 1% tại Nevada; và dẫn đầu 2,3% tại Arizona. Nếu Biden thắng cả Nevada và Arizona, ông sẽ có đủ 270 phiếu đại cử tri cần thiết để thắng cử.
Trong khi quá trình kiểm phiếu đang tiếp diễn, chiến dịch tranh cử của Trump cho biết họ sẽ yêu cầu kiểm phiếu lại ở Wisconsin và báo hiệu họ có thể thách thức kết quả ở Nevada. Họ đã đệ đơn kiện ở Michigan để tạm dừng kiểm phiếu cho đến khi chiến dịch được cấp "quyền truy cập có ý nghĩa" để quan sát quá trình kiểm phiếu; họ cũng yêu cầu quyền xem xét tất cả các lá phiếu đã được kiểm đếm. Sau khi đưa ra 2 thách thức pháp lý ở Pennsylvania vào ngày bầu cử để ngăn chặn việc kiểm phiếu qua thư và phiếu bầu tạm thời, chiến dịch tranh cử của Trump đã đưa ra các thách thức bổ sung vào ngày 4 tháng 11 năm 2020, yêu cầu nhiều quyền hơn cho những người theo dõi cuộc bầu cử từ Đảng Cộng hòa và để những người theo dõi đó được phép xét lại các phiếu bầu đã xử lý. Các vụ kiện đã bị Tổng chưởng lý Pennsylvania Josh Shapiro chỉ trích là "1 tài liệu chính trị hơn là 1 văn bản pháp lý".
Vào ngày 6 tháng 11 năm 2020, Biden đã giành vị trí dẫn đầu ở Pennsylvania và Georgia trong lúc các tiểu bang tiếp tục kiểm phiếu. Do sự chênh lệch thấp giữa Biden và Trump tại Georgia, Tổng thư ký Georgia Brad Raffensperger tuyên bố tiểu bang sẽ tiến hành 1 cuộc kiểm phiếu lại. Vào thời điểm đó, Georgia chưa thấy "bất thường rộng rãi nào" trong cuộc bầu cử này, theo lời của người điều hành hệ thống thực thi bầu cử của tiểu bang Gabriel Sterling.
Đến ngày 6 tháng 11 năm 2020, một số đảng viên Cộng hòa nổi tiếng đã công khai tố cáo những tuyên bố gian lận bầu cử của Donald Trump. Họ nói rằng chúng vô căn cứ hoặc không có bằng chứng, gây tổn hại đến quá trình bầu cử, phá hoại nền dân chủ và nguy hiểm cho sự ổn định chính trị.

### Dự báo kết quả:
Các tổ chức báo chí dự báo 1 ứng cử viên chiến thắng 1 tiểu bang nào đó khi có sự tin tưởng cao rằng số phiếu còn lại hết khả năng thay đổi kết quả. Mỗi tổ chức báo chí có một đội ngũ nhà khoa học chính trị và dữ liệu có nhiệm vụ quyết định mỗi lần dự báo.
Ngày 6 tháng 11 năm 2020, "tổ chức dự báo kết quả Decision Desk HQ" đã dự báo Biden thắng cử, sau khi dự báo rằng ông đã giành được Pennsylvania và do đó vượt qua số phiếu đại cử tri 270. "Các tổ chức đối tác với Decision Desk HQ là Vox và Business Insider" cũng đồng thời đưa tin này. Vào ngày 7 tháng 11 năm 2020, ABC, AP, CNN và Fox News cũng đã thông báo kết quả sau khi dự báo Biden thắng cử tại Pennsylvania.

### Biểu tình
Các cuộc biểu tình phản đối việc Trump không công nhận kết quả bầu cử đã diễn ra tại Minneapolis, Portland, New York, và nhiều thành phố khác. Cảnh sát tại Minneapolis đã bắt giữ hơn 600 người biểu tình vì gây cản trở giao thông trên 1 xa lộ liên bang. Tại Portland, Lực lượng Vệ binh Quốc gia đã được kích hoạt sau khi người biểu tình đập vỡ cửa sổ và ném đồ đến cảnh sát. Đồng thời, nhiều nhóm người ủng hộ Trump đã tụ tập tại những trung tâm bầu cử tại Phoenix, Detroit và Philadelphia, la hò những lời phản đối việc kiểm phiếu cho thấy Biden dẫn đầu hay tiến gần đến số phiếu của Trump. Tại Arizona, nơi lúc đó Biden dẫn đầu, những người biểu tình ủng hộ Trump đòi phải kiểm hết phiếu còn lại, trong khi tại Michigan và Pennsylvania, nơi lúc đó Trump dẫn đầu, họ kêu gọi chấm dứt kiểm phiếu.

### Chứng nhận số phiếu Đại cử tri Đoàn:

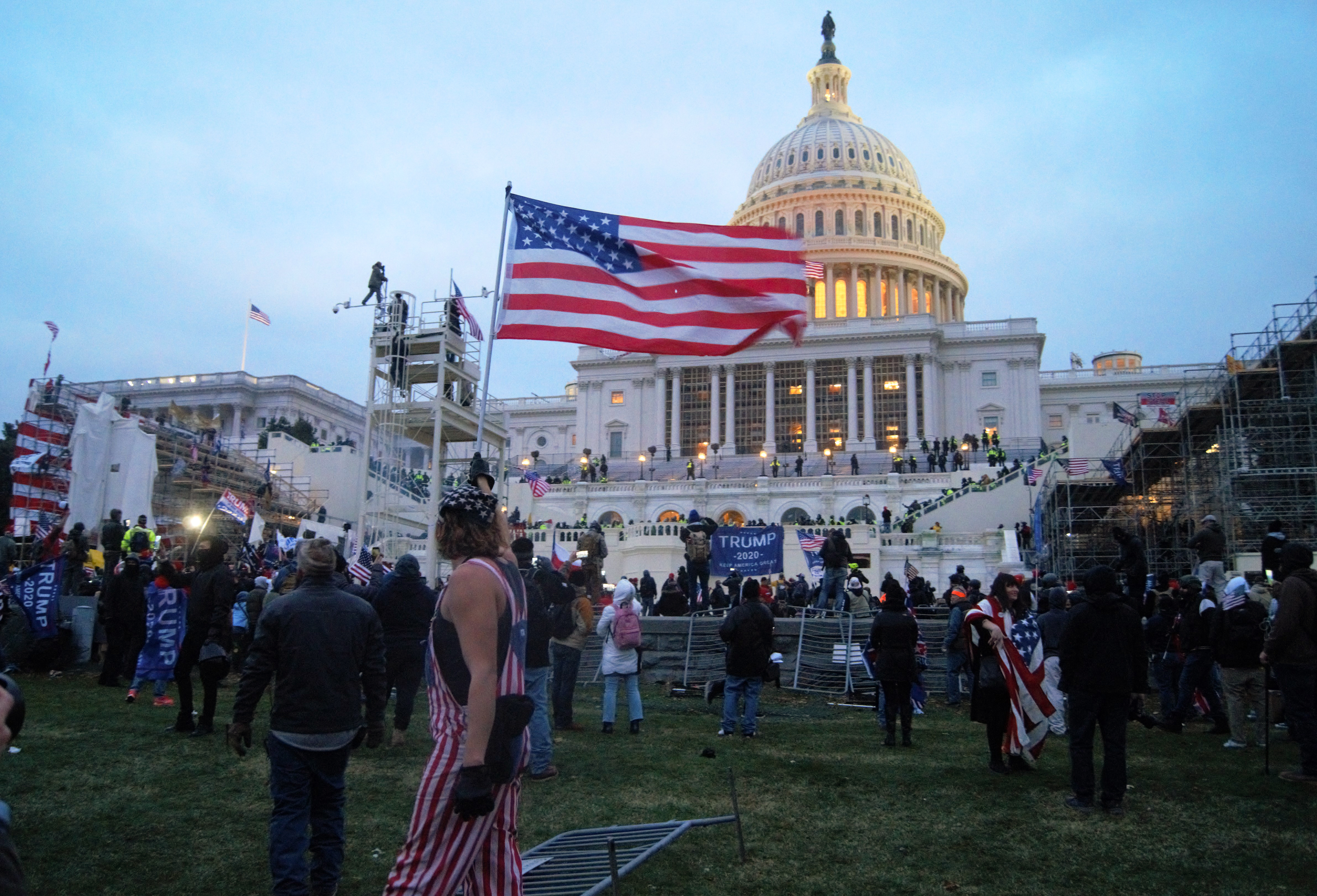
Những người bạo loạn ủng hộ Trump xông vào Điện Capitol Hoa Kỳ vào ngày 6 tháng 1

Quốc hội khóa 117 được triệu tập lần đầu vào ngày 3 tháng 1 năm 2021, dự kiến sẽ kiểm phiếu và chứng nhận kết quả bầu cử Đại cử tri Đoàn vào ngày 6 tháng 1 năm 2021. Vào thời điểm đó, thành phần Quốc hội mới gồm có 222 đảng viên Dân chủ và 212 đảng viên Cộng hòa ở Hạ viện, 51 đảng viên Cộng hòa và 48 đảng viên Dân chủ và độc lập ở Thượng viện.  Một số nghị sĩ Cộng hòa ở Hạ viện và Thượng viện cho biết họ sẽ phản đối kết quả bầu cử tại một số tiểu bang. Do đó, hội đủ điều kiện khi 1 thành viên mỗi viện phản đối, hai viện phải họp riêng để thảo luận việc chấp nhận kết quả tiểu bang đó hay không. Một tuyên bố từ văn phòng phó tổng thống nói rằng Pence hoan nghênh kế hoạch này nhằm "đưa ra phản đối và đưa ra bằng chứng" thách thức kết quả cuộc bầu cử.
Ngày 28 tháng 12 năm 2020, Dân biểu Louie Gohmert đã đệ đơn kiện tại Texas cho rằng Đạo luật Kiểm phiếu 1887 là vi hiến, và rằng Phó Tổng thống Pence có quyền hạn và khả năng tự ý quyết định phiếu của tiểu bang nào được tính. Đơn kiện bị bác bỏ vào ngày 1 tháng 1 năm 2021 vì thiếu vị thế tranh chấp và thẩm quyền. Nguyên đơn kháng án và tòa thượng thẩm gồm 3 thẩm phán đã bác bỏ đơn kháng án vào ngày hôm sau.
Là phó tổng thống, Pence là người chủ trì cuộc họp lưỡng viện vào ngày 6 tháng 1 năm 2021 để kiểm phiếu Đại cử tri Đoàn, vốn là 1 sự kiện không có tranh cãi và chỉ mang tính nghi thức. Từ ngày 1 tháng 1 tháng năm 2021, Trump đã bắt đầu gây áp lực cho Pence, kêu gọi ông hành động để lật ngược kết quả cuộc bầu cử. Trên phương diện công khai lẫn riêng tư, Trump đã đòi Pence dùng địa vị của mình để lật ngược kết quả tại các tiểu bang chiến trường và tuyên bố liên danh Trump/Pence là phe thắng cử. Pence cho rằng luật pháp không cho mình quyền hạn này.
Bắt đầu từ tháng 12 năm 2020, Trump đã kêu gọi những người ủng hộ mình tổ chức 1 cuộc biểu tình lớn tại Washington, D.C. vào ngày 6 tháng 1 năm 2021để chống lại cuộc chứng nhận phiếu đại cử tri. Ông đã đưa ra những lời tweet như  "Biểu tình lớn ở D.C. vào ngày 6 tháng 1 năm 2021. Hãy đến đó, rất là náo nhiệt!" Cảnh sát thủ đô có quan ngại và Vệ binh Quốc gia đã được báo động vì 1 số cuộc tụ họp quần chúng vào tháng 12 năm 2020 đã trở nên bạo động. Ngày 6 tháng 1 năm 2021, những người ủng hộ Trump đã xông vào Điện Capitol làm gián đoạn cuộc kiểm phiếu đang diễn ra, khiến những nghị sĩ và nhân viên báo chí phải sơ tán. Những người nổi loạn đột nhập vào cả Hạ viện và Thượng viện và phá hoại các văn phòng. Một người bị cảnh sát bắn chết, và 1 cảnh sát cũng chết do bị thương nặng sau khi xô xát với những người bạo loạn và 3 người khác chết vì những lý do y tế. Trump bị buộc tội đã kích động bạo loạn với những lời hùng biện của mình.
Tối hôm đó, Quốc hội họp mặt lại sau khi những kẻ xâm phạm đã bị tổng khỏi. Thượng viện tiếp tục cuộc họp vào khoảng 8:00 giờ tối để kết thúc cuộc tranh luận về cuộc phản đối đối với đại cử tri đoàn từ Arizona. Đại cử tri đoàn từ Pennsylvania cũng bị tranh luận. Khoảng trước 4 giờ sáng ngày hôm sau, lưỡng viện đã kết thúc công việc và chính thức xác nhận Biden đắc cử.

### Bảng ứng cử viên:
Các ứng cử viên được liệt kê sau đây nếu họ nhận hơn 0,2% số phiếu phổ thông.
| Ứng cử viên tổng thống Ứng cử viên phó tổng thống | Ứng cử viên tổng thống Ứng cử viên phó tổng thống | Đảng phái | Phiếu phổ thông | %      | Phiếu đại cử tri |
| ------------------------------------------------- | ------------------------------------------------- | --------- | --------------- | ------ | ---------------- |
|                                                   | Joe Biden Kamala Harris                           | Dân chủ   | 81.268.867      | 51,31% | 306              |
|                                                   | Donald Trump (đương nhiệm) Mike Pence             | Cộng hòa  | 74.216.747      | 46,86% | 232              |
|                                                   | Jo Jorgensen Jeremy "Spike" Cohen                 | Tự do     | 1.865.620       | 1,18%  | 0                |
|                                                   | Howie Hawkins Angela Walker                       | Xanh      | 404.021         | 0,26%  | 0                |
|                                                   | Khác                                              | Khác      | 626.299         | 0,40%  | 0                |
| Tổng cộng                                         | Tổng cộng                                         | Tổng cộng | 158.381.554     | 100%   | 538              |

| \| Phiếu phổ thông \| Phiếu phổ thông \| Phiếu phổ thông \| Phiếu phổ thông \| Phiếu phổ thông \| \| --------------- \| --------------- \| --------------- \| --------------- \| --------------- \| \| \| \| \| \| \| \| Biden \| Biden \| \| 51.31% \| 51.31% \| \| Trump \| Trump \| \| 46.86% \| 46.86% \| \| Jorgensen \| Jorgensen \| \| 1.18% \| 1.18% \| \| Hawkins \| Hawkins \| \| 0.26% \| 0.26% \| \| Khác \| Khác \| \| 0.40% \| 0.40% \| |           |  |        |        |
| Phiếu phổ thông |           |  |        |        |
| |           |  |        |        |
| Biden | Biden     |  | 51.31% | 51.31% |
| Trump | Trump     |  | 46.86% | 46.86% |
| Jorgensen | Jorgensen |  | 1.18%  | 1.18%  |
| Hawkins | Hawkins   |  | 0.26%  | 0.26%  |
| Khác | Khác      |  | 0.40%  | 0.40%  |

| 306   | 232   |
| Biden | Trump |

| \| Phiếu đại cử tri \| Phiếu đại cử tri \| Phiếu đại cử tri \| Phiếu đại cử tri \| Phiếu đại cử tri \| \| ---------------- \| ---------------- \| ---------------- \| ---------------- \| ---------------- \| \| \| \| \| \| \| \| Biden/Harris \| Biden/Harris \| \| 56.88% \| 56.88% \| \| Trump/Pence \| Trump/Pence \| \| 43.12% \| 43.12% \| |              |  |        |        |
| Phiếu đại cử tri |              |  |        |        |
| |              |  |        |        |
| Biden/Harris | Biden/Harris |  | 56.88% | 56.88% |
| Trump/Pence | Trump/Pence  |  | 43.12% | 43.12% |